# Анкара
Анкара (тур. Ankara) — столиця Туреччини. Місто, розташоване в центральній частині Анатолії, має населення близько 5,2 мільйона в місті та близько 5,8 мільйона в провінції Анкара. Анкара є другим за чисельністю населення містом Туреччини після Стамбула, першим за міською територією та третім за територією метропольної території після Коньї та Сіваса.
Історично Анкара була відома як Анкіра та Ангора. Будучи столицею стародавньої кельтської держави Галатії (280–64 рр. до н. е.), а пізніше однойменної римської провінції (25 р. до н. е. — VII століття), Анкара має різноманітні хаттські, хетські, лідійські, фригійські, галатські, елліністичні, перські, римські, візантійські та османські археологічні пам'ятки. Османи зробили місто столицею спочатку Анатолійського еялету (1393 — кінець XV століття), а потім Ангорського еялету (1827—1864) і Ангорського вілаєту (1867—1922). 23 квітня 1920 року в Анкарі скликали Великі національні збори Туреччини, які стали штаб-квартирою турецького національного руху під час війни за незалежність Туреччини. Анкара стала новою столицею Туреччини після створення республіки 29 жовтня 1923 року, змінивши колишню столицю Османської імперії Константинополь після падіння Османської імперії.
Історичний центр Анкари — скелястий пагорб, що піднімається на 150 м над лівим берегом річки Анкара, притоки річки Сакар'я. Пагорб увінчують руїни Анкарського замку. Попри те, що збереглися лише деякі споруди, по всьому місту є добре збережені зразки римської та османської архітектури.
Уряд є провідним роботодавцем, але Анкара також є важливим комерційним і промисловим містом, розташованим у центрі дорожньої та залізничної мережі Туреччини. Свою назву місто дало ангорській вовні, зістриженій з ангорських кроликів, довгошерстій ангорській козі (джерело мохеру) і ангорській кішці. Місцевість також відома своїми грушами, медом і мускатним виноградом. Попри те, що Анкара розташована в одному з найпосушливіших регіонів Туреччини й оточена здебільшого степовою рослинністю (за винятком лісистих районів на південній периферії), Анкара може вважатися зеленим містом з точки зору зелених зон на жителя: 72 м² на душу населення. Анкара входить до 100 найкращих науково-технологічних кластерів світу.

## Етимологія
Орфографія назви Анкара змінювалася протягом століть. Його ототожнювали з хетським культовим центром Анкуваш (Ankuwaš), хоча ця теза залишається предметом дискусії. У класичній античності та в період середньовіччя місто було відоме як Анкіра (Ἄγκυρα , буквально «якір») грецькою мовою та Анкіра латинською мовою; галатська кельтська назва, ймовірно, була подібним варіантом. Після анексії турками-сельджуками в 1073 році місто стало відомим у багатьох європейських мовах як Ангора; воно також було відоме османською турецькою як Engürü (انگورو).

## Історія
Історію регіону можна простежити до хаттської цивілізації бронзової доби, спадкоємцями якої в 2-му тисячолітті до нашої ери стали хети, у X ст до н. е. — фригійці, а пізніше — лідійці, перси, греки, галати, римляни, візантійці та турки (сельджуцький Румський султанат, Османська імперія і, нарешті, республіканська Туреччина).

### Давня історія
Найдавніші поселення в центрі Анкари та навколо нього належали до цивілізації хаттів, яка існувала за бронзової доби та була поступово поглинена бл. 2000—1700 рр. до н. е. індоєвропейськими хетами. Місто значно зросло в розмірах і значенні за фрігійців, починаючи приблизно з 1000 року до н. е., і зазнало значного розширення після масової міграції з Гордіона (столиці Фригії) після землетрусу, який сильно пошкодив місто приблизно в той час. У фригійській традиції царя Мідаса вшановували як засновника Анкіри, але Павсаній згадує, що місто насправді набагато старше, що узгоджується з сучасними археологічними знаннями.
На зміну фригійському правлінню спочатку прийшло лідійське, а потім перське, хоча сильний фригійський характер селянства залишився, про що свідчать надгробки значно пізнішого римського періоду. Перський суверенітет тривав до поразки персів від Олександра Македонського, який завоював місто в 333 році до н. е. Олександр приїхав з Гордіона в Анкару і затримався в місті на короткий період. Після його смерті у Вавилоні в 323 році до н. е. і подальшого поділу його імперії між його генералами, Анкара та її околиці перейшли під владу Антигона.
Інша важлива експансія відбулася за греків Понту, які прибули сюди близько 300 р. до н. е. і розвинули місто як торговий центр для торгівлі товарами між чорноморськими портами та Кримом на півночі; Ассирія, Кіпр і Ліван на півдні; і Грузії, Вірменії та Персії на сході. На той час місто також отримало назву Ἄγκυρα (Ánkyra, що грецькою означає якір), що у дещо зміненій формі дає сучасну назву Анкара.

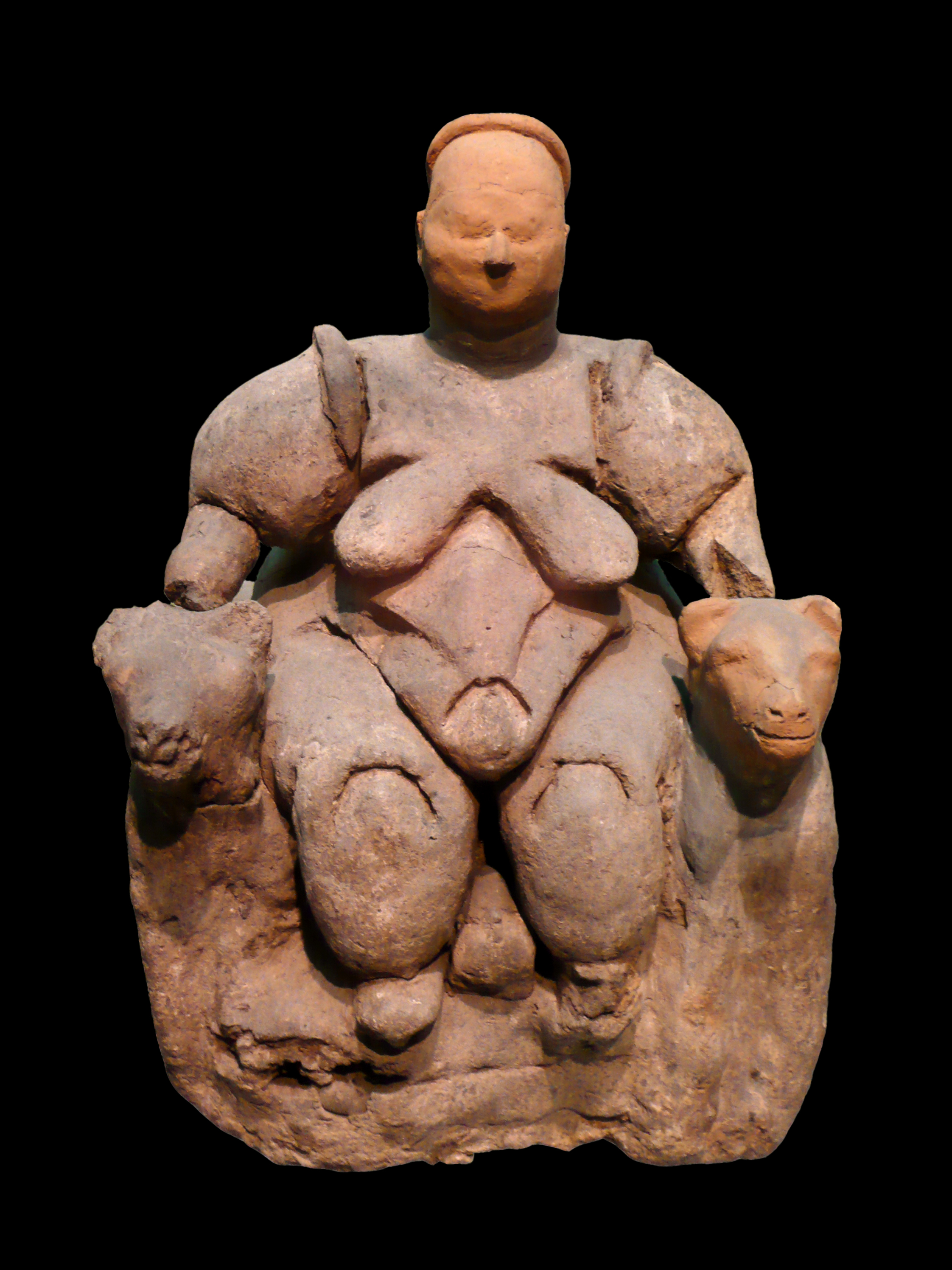
Жінка, що сидить з Чаталхойюка(інші мови) на виставці в Музеї анатолійських цивілізацій

### Кельтська історія

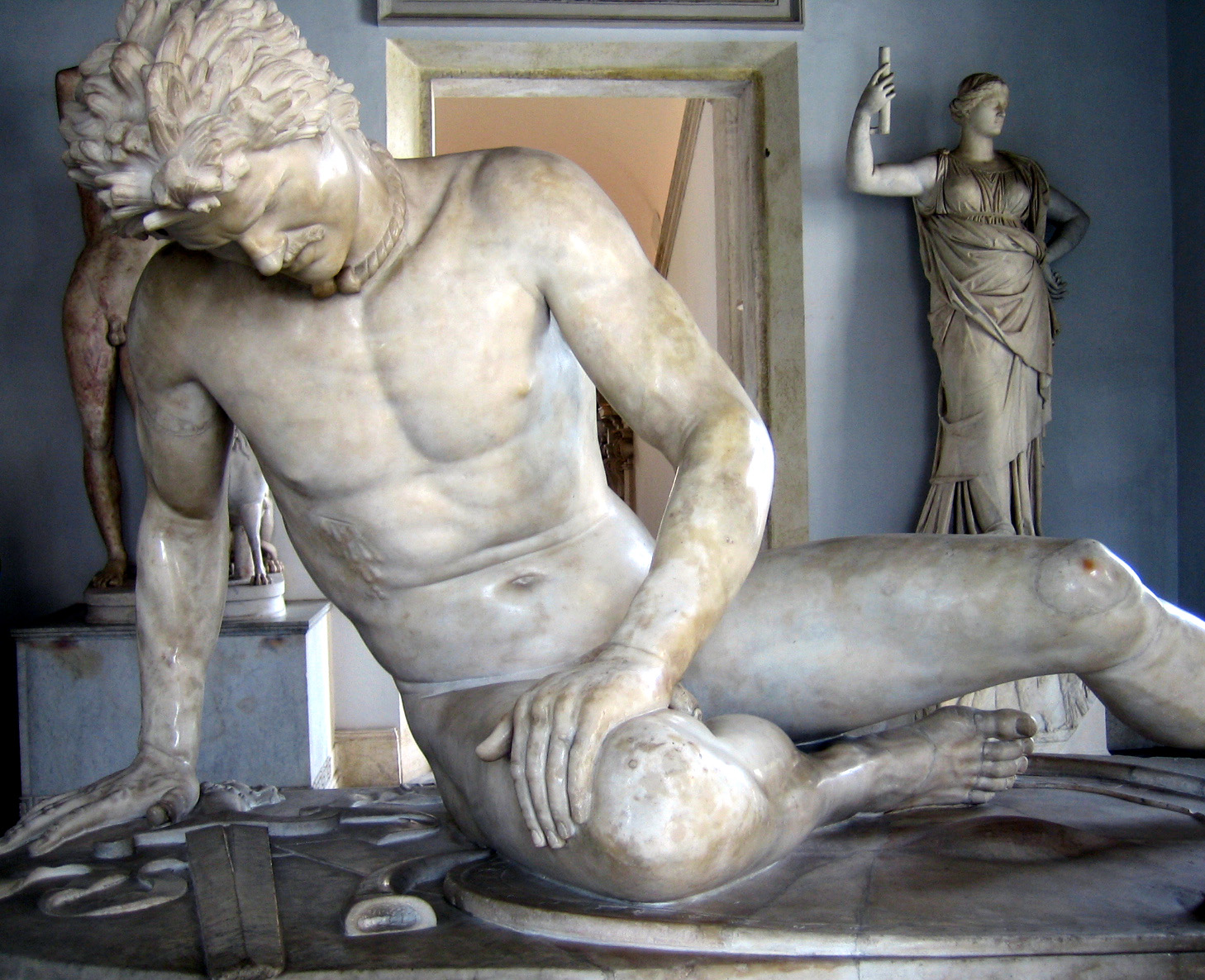
Вмираючий галл — відома статуя, створена у 230—220 рр. до н. е. пергамським царем Атталом I на честь його перемоги над галатами в Анатолії. Римська мармурова копія елліністичного твору кінця III ст до н. е. в Капітолійських музеях, Рим.

У 278 році до н. е. місто разом із рештою центральної Анатолії окуповано кельтською групою, галатами, які зробили Анкару одним із своїх головних племінних центрів, столицею племені тектосагів. Іншими центрами були Пессинунт, нинішній Балліхісар, для племені трокмі, і Тавіум, на схід від Анкари, для племені толістобої. Тоді місто було відоме як Анкіра. Кельтський елемент був, ймовірно, відносно нечисленним; войовнича аристократія, яка панувала над фригійськомовними селянами. Проте кельтською мовою продовжувала розмовляти в Галатії протягом багатьох століть. Наприкінці IV століття святий Єронім, уродженець Далмації, зауважив, що мова, якою розмовляють навколо Анкари, дуже схожа на мову, якою говорять на північному заході римського світу поблизу Тріра.

### Римська історія
Згодом місто перейшло під контроль Римської імперії. У 25 р. до н .е. імператор Август надав йому до статусу поліса і зробив його столицею римської провінції Галатія. Анкара того часу відома через Monumentum Ancyranum (храм Августа та Риму), який містить офіційний запис про діяння Августа, відомий як «Діяння божественного Августа», напис, вирізаний у мармурі на стінах цього храму. На руїнах Анкіри досі зберігаються цінні барельєфи, написи та інші архітектурні фрагменти. Два інших галатських племінних центри, Тавіум поблизу Йозгата та Пессинунт на заході, поблизу Сивріхісара, продовжували залишатися досить важливими поселеннями в римський період, але саме Анкіра виросла у грандіозну метрополію.
Приблизно 200 000 осіб жили в Анкірі за часів Римської імперії, набагато більше, ніж це було після падіння Римської імперії до початку XX століття. Через центр римського міста протікала невелика річка Анкара. Нині її засипали та відвели, вона утворював північну межу старого міста під час римського, візантійського та османського періодів. Чанкая, край величного пагорба на південь від теперішнього центру міста, стояв далеко за межами римського міста, але, можливо, був літнім курортом. У XIX столітті залишки принаймні однієї римської вілли чи великого будинку все ще стояли неподалік від того місця, де сьогодні стоїть резиденція президента у Чанкая. На заході римське місто простягалося до району парку Генчлік і залізничного вокзалу, тоді як на півдні пагорба воно, можливо, простягалося вниз до місця, яке зараз займає університет Хаджеттепе.
Важливість Анкіри ґрунтувалася на тому факті, що вона була вузлом, де перетиналися дороги в північній Анатолії, що йшли з півночі на південь і зі сходу на захід, що надавало їй великого стратегічного значення для східного кордону Риму. Велика імперська дорога, що прямувала на схід, проходила через Анкару, і цілий ряд імператорів та їхні армії проходили цим шляхом. Загарбники теж користувалися зручною мережею римських магістралей. У другій половині III століття Анкіру захопили готи, що прибули із заходу (які зайшли далеко вглиб Каппадокії, захоплюючи рабів і грабуючи), а пізніше араби. Приблизно десять років місто було одним із західних форпостів однієї з пальмірських імператриць Зенобії з Сирійської пустелі, яка скористалася періодом слабкості та безладу в Римській імперії, щоб створити власну недовговічну державу.
Місто було знову включено до складу Римської імперії за імператора Авреліана в 272 році. За часів тетрахії Діоклетіана, система кількох (до чотирьох) імператорів, запроваджена Діоклетіаном (284—305), ймовірно, відбулась суттєва програма відбудови та будівництва доріг від Анкіри на захід до Герме та Дорилеї (нині Ескішехір).
У період свого розквіту римська Анкіра була великим ринком і торговим центром, але вона також функціонувала як головна адміністративна столиця, де високий чиновник правив із міського преторію, великого адміністративного палацу чи офісу. У ІІІ столітті життя в Анкірі, як і в інших анатолійських містах, ймовірно, стало дещо мілітаризованим через неспокій на кордонах.

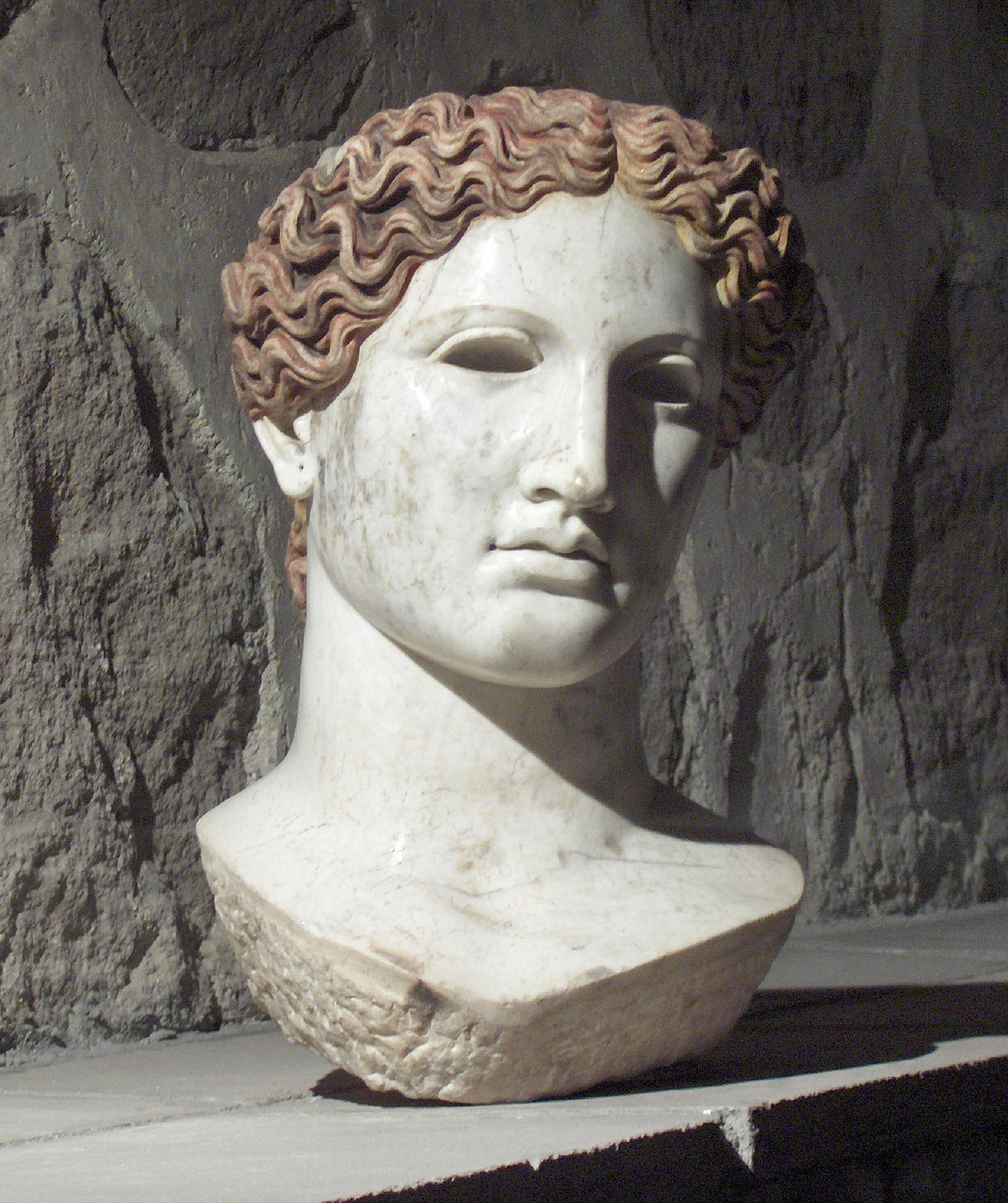
Мармурова голова римської жінки на виставці в Музеї анатолійських цивілізацій.
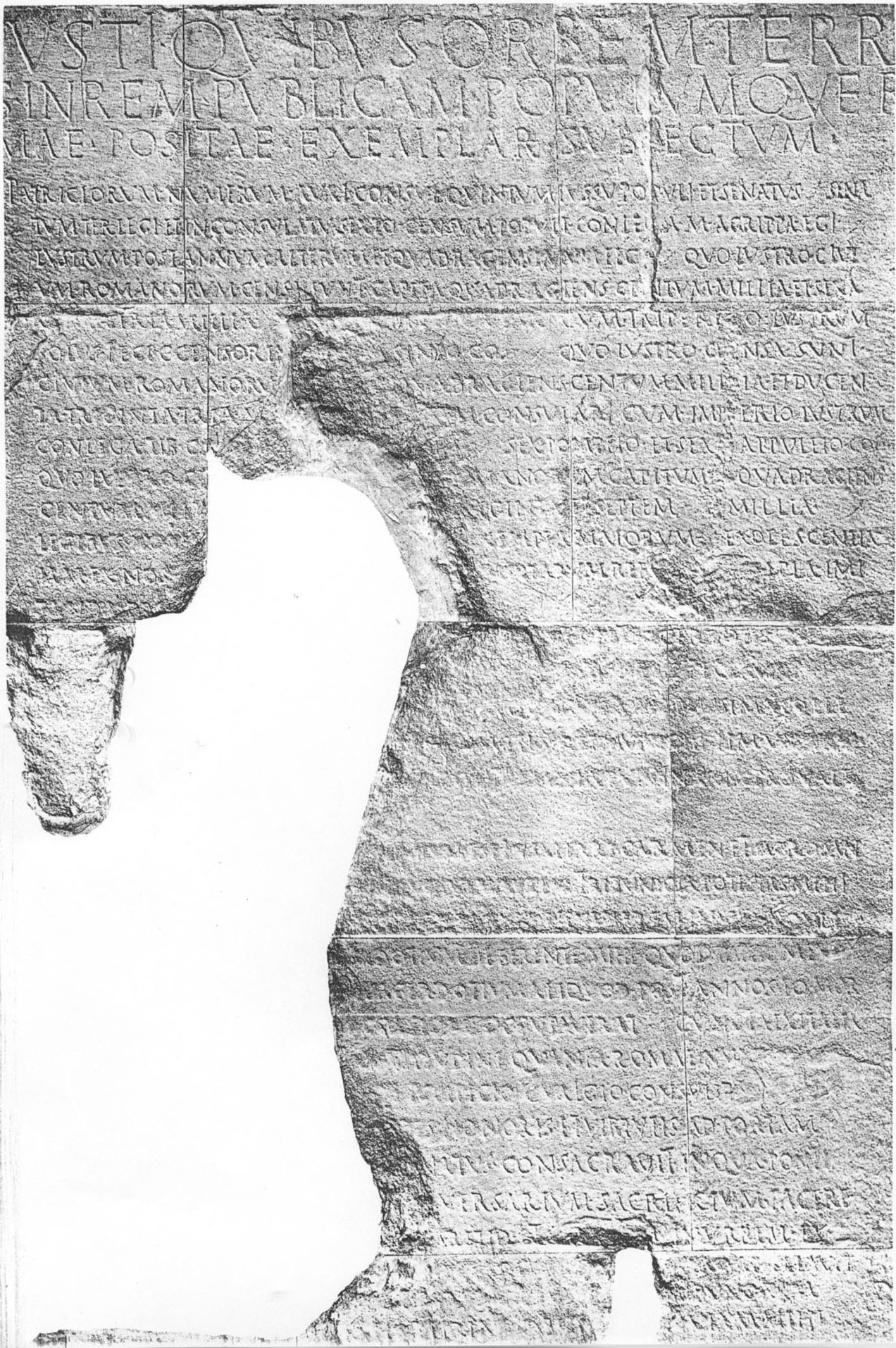
«Діяння божественного Августа» — самовихваляюча автобіографія, написана першим римським імператором Августом у 13 році нашої ери, безпосередньо перед смертю. Більшість тексту збереглася на стінах Monumentum Ancyranum.
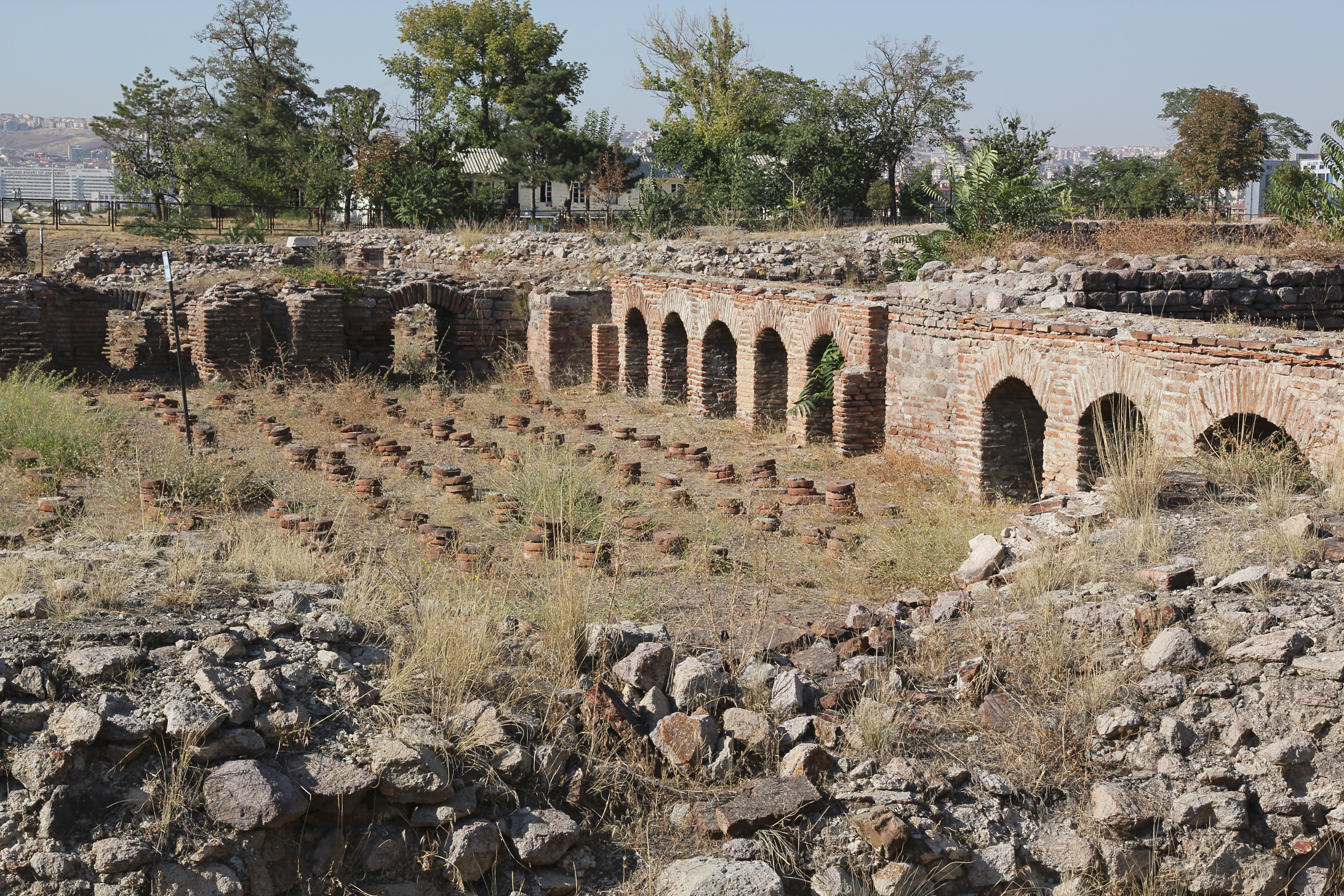
Анкарські римські лазні(інші мови) побудовані римським імператором Каракаллою (212–217 рр.) на честь Асклепіона, бога медицини, і побудовані навколо трьох основних приміщень: кальдарій (гаряча ванна), тепідарій (тепла ванна) і фригідарій (холодна ванна) у приміщенні розміром 80 на 120 м, класичний комплекс.

### Візантійська історія

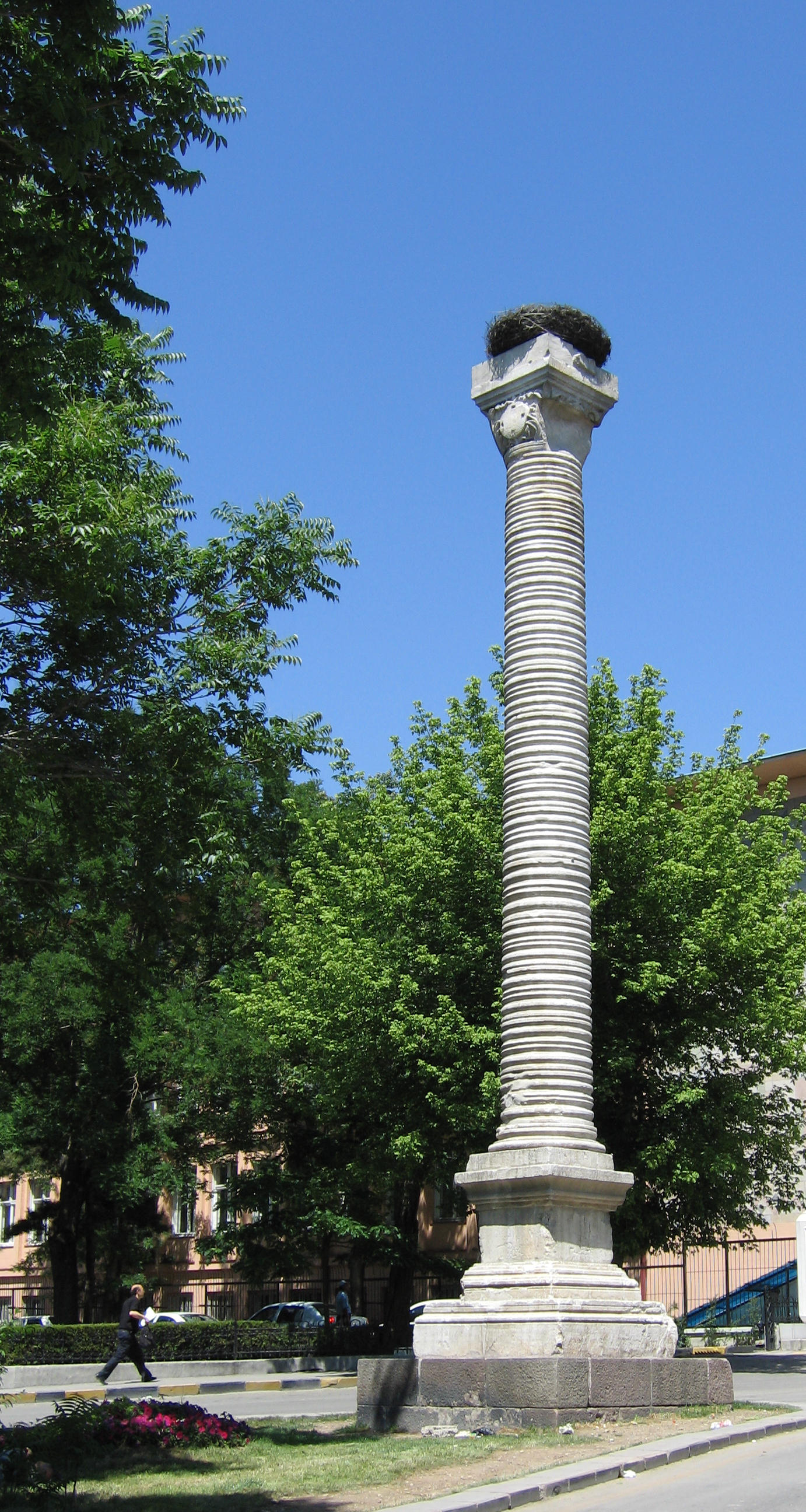
(362) споруджена на честь візиту римського імператора Юліана до Анкіри.

Місто добре відоме в IV столітті як центр християнської діяльності, через часті візити імператора та через листи вченого-язичника Лібанія. Єпископи Маркел Анкірський і Василій Анкірський брали активну участь у теологічних суперечках свого часу, і місто було місцем не менше ніж трьох церковних синодів у 314, 358 та 375 роках, два останніх на користь аріанства.
Місто відвідали імператор Констант (правління 337—50 рр.) в 347 і 350 рр., Юліан (правління 361—63 рр.) під час перської кампанії 362 року та наступник Юліана Йовіан (правління 363/4 рр.) взимку 363/4 рр. (він обійняв посаду консула, перебуваючи в місті). Невдовзі після смерті Йовіана, Валентиніан I (правління 364–75 рр.) проголошено імператором в Анкірі, а наступного року його брат Валент (правління 364–78 рр.) використовував Анкіру як базу проти узурпатора Прокопія. Коли провінцію Галатію розділили десь у 396/99 рр., Анкіра залишилася цивільною столицею Галатії I, а також її церковним центром (митрополією). Імператор Аркадій (правління 383—408 рр.) часто використовував місто як свою літню резиденцію, і деякі відомості про церковні справи міста на початку V століття можна знайти в працях Палладія Галатійського та Ніла Анкірського.
У 479 році повстанець Маркіан напав на місто, так і не зумівши його захопити. У 610/11 рр. Коментіол, брат імператора Фоки (правління 602—10 рр), підняв власне невдале повстання в місті проти Іраклія (правління 610—41 рр.). Через десять років, у 620 або, ймовірніше, у 622 році, місто захопили сасанідські перси під час візантійсько-сасанідської війни 602–28 рр. Хоча після закінчення війни місто повернулося до Візантії, перська присутність залишила сліди в археології міста та, ймовірно, поклала початок процесу його перетворення з пізньоантичного міста на середньовічне укріплене поселення.
У 654 році місто, також відоме в арабських джерелах як Калат ас-Саласіль (Qalat as-Salasil, «фортеця ланцюгів»), було вперше захоплене арабами Рашидунського халіфату під керівництвом Муавії, майбутнього засновника Омеядського халіфату. Приблизно в той же час феми утворено в Анатолії, і Анкіра стала столицею Опсикіонської феми, яка була найбільшою та найважливішою фемою, доки її не розділили за імператора Костянтина V (правління 741—75 рр); потім Анкіра стала столицею нової феми Букеларії. Місто захопив принаймні тимчасово князь Омейядів Маслама ібн Гішам у 739/40 рр., останнє із територіальних здобутків Омейядів від Візантійської імперії. Анкіру безуспішно атакували війська Аббасидів в 776 та 798/99 рр. У 805 році імператор Никифор I (правління 802—11 рр.) зміцнив його укріплення, що, ймовірно, врятувало місто від розграбування під час широкомасштабного вторгнення в Анатолію халіфа Гаруна ар-Рашида наступного року. Арабські джерела повідомляють, що Гарун і його наступник аль-Мамун (правління 813—33 рр.) захопили місто, але ця інформація є пізнішою вигадкою. Однак у 838 році під час кампанії Аморія армії халіфа аль-Мутасима (правління 833—42 рр.) захопили місто; покинута своїми мешканцями, Анкіра була зрівняна із землею, перш ніж арабські війська продовжили облогу та знищили Аморій, та дійшли до Смірни. У 859 році імператор Михаїл III (правління 842—67 рр.) прибув до міста під час кампанії проти арабів і наказав відновити його укріплення. У 872 році місто намагались захопити павликіани під орудою Хрисохера. Останній арабський набіг на місто здійснено в 931 році аббасидським губернатором Тарсуса Тамалом аль-Дулафі, але місто знову не було захоплене.

### Християнська історія

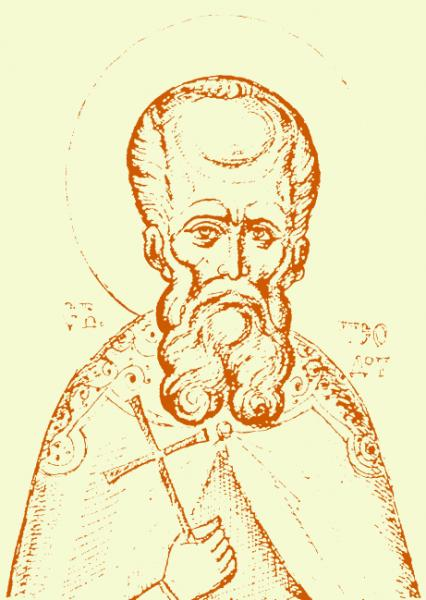
Феодот Анкірський

Ранньохристиянські мученики Анкіри, про яких мало що відомо — Проклоса та Іларія, були вихідцями з невідомого сусіднього села Калліппі, і зазнали репресій за імператора Траяна (98—117 рр.). У 280-х рр. є повідомлення про Філумена, християнського торговця зерном з південної Анатолії, якого схопили і вбили мученицькою смертю в Анкарі, а також про Євстафія.
Як і в інших римських містах, правління Діоклетіана стало кульмінацією гонінь на християн. У 303 році Анкіра була одним із міст, де співімператори Діоклетіан і його заступник Галерій почали антихристиянське переслідування. В Анкірі їх першою ціллю став 38-річний єпископ міста на ім'я Климент. Життєпис Климента описує, як його відвезли до Риму, а потім відправили назад і змусили пройти багато допитів і труднощів, перш ніж він, його брат і різні товариші були страчені. Залишки церкви Св. Климента сьогодні можна знайти в будівлі неподалік від Ішиклар-Джаддесі в районі Улус. Цілком можливо, що це місце, де спочатку був похований Климент. Через чотири роки міський лікар на ім'я Платон і його брат Антіох також стали відомими мучениками під керівництвом Галерія.
Феодот Анкірський також вшановується як святий.
Однак переслідування виявилося безуспішним, і в 314 році Анкіра була центром важливої наради раннього християнства; його 25 дисциплінарних канонів становлять один із найважливіших документів у ранній історії відправлення Таїнства Сповіді. Собор також розглянув церковну політику щодо відбудови Християнської Церкви після переслідувань, і зокрема поводження з лапсі — християнами, які зазнали примусового жертвопринесення, щоб уникнути мученицької смерті під час цих переслідувань.
Анкіра швидко перетворилася на християнське місто, в якому домінували ченці та священики та відбувались богословські диспути. Міська рада та сенат поступилися місцем єпископу як головному місцевому політикуму. У середині IV століття Анкіра мала складні богословські суперечки про природу Христа, і, ймовірно, тут виникло аріанство.
У 362—363 роках імператор Юліан відвідав Анкіру, прямуючи в похід проти персів, і, згідно з християнськими джерелами, брав участь у гоніннях на християн. Кам'яну основу для статуї з написом, який описує Юліана як «Володаря всього світу від Британського океану до варварських народів», все ще можна побачити, вбудовану у східну сторону внутрішнього контуру стін Анкарського замку. Колона Юліана, яку спорудили на честь візиту імператора в місто в 362 році, стоїть і сьогодні. У 375 році аріанські єпископи зібралися в Анкірі і скинули кількох єпископів, серед яких і святий Григорій Ніський.
Наприкінці IV століття Анкіра стала чимось на кшталт імперського курорту. Після того, як Константинополь став столицею Східної Римської імперії, імператори IV та V століть усамітнювалися від вологої літньої погоди на Босфорі в сухішу гірську атмосферу Анкіри. Феодосій II (408—450) літом тримав свій двір в Анкірі. Про час, який вони там провели, свідчать закони, видані в Анкірі.
Анкірська митрополія продовжувала залишатися резиденцією Східної Православної Церкви до XX століття, маючи близько 40 000 пастви, переважно турецькомовних, але ця ситуація припинилася згідно Конвенції 1923 року про обмін грецьким і турецьким населенням. Попередній геноцид вірмен поклав кінець резиденційній єпархії Анкіри Вірменської Католицької Церкви, яка була заснована в 1850 році. Це також титулярна митрополія Вселенського патріархату Константинополя.
Як стародавній Візантійський митрополичий архієпископ, так і «сучасна» вірменська єпархія тепер перераховані Католицькою церквою як титульні престоли з окремими апостольськими спадкоємствами.

### Історія за Сельджуків та Османської імперії

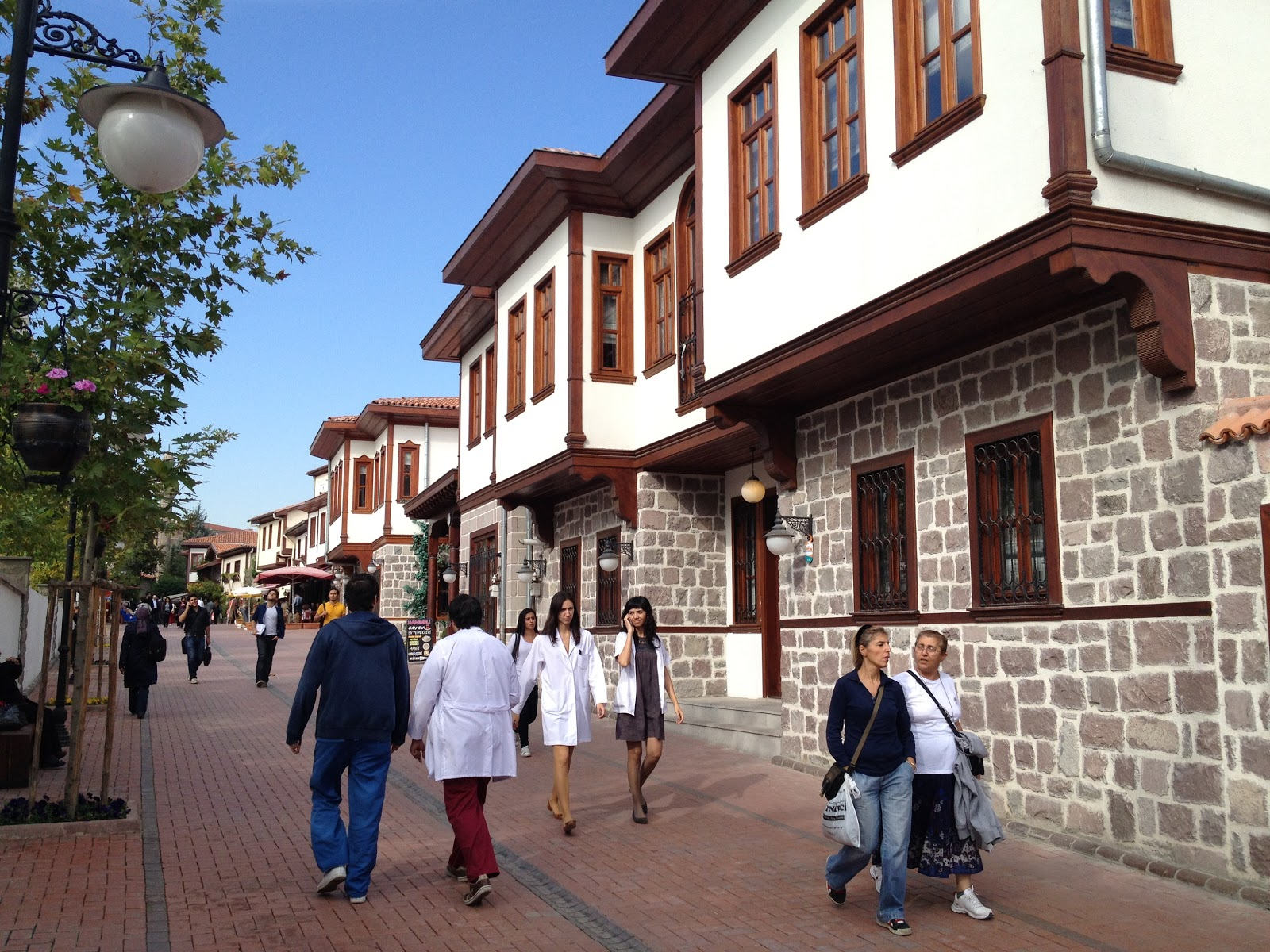
Османські будинки в районі Хамаменю

Після битви біля Манцикерта в 1071 році турки-сельджуки захопили більшу частину Анатолії. До 1073 року турецькі поселенці досягли околиць Анкіри, і незабаром після цього місто було захоплено, щонайпізніше під час повстання Никифора Меліссена в 1081 році. У 1101 році, коли розпочався Хрестовий похід під проводом Раймунда IV Тулузького, місто деякий час перебувало під контролем Данішмендидів. Хрестоносці захопили місто і передали його візантійському імператору Олексію I Комніну (правління 1081—1118 рр). Візантійське правління тривало недовго, і місто було захоплене сельджуцьким султанатом Рум у якийсь невідомий момент; у 1127 році місто повернулося під контроль Данішмендидів до 1143 року, коли сельджуки Руму повернули його.
Після битви при Кесе-Дагом в 1243 році, в якій монголи перемогли сельджуків, більша частина Анатолії стала частиною монгольського панування. Скориставшись занепадом сельджуків, напіврелігійна група ремісників і торговців Ахійя зробила Ангору своєю незалежною містом-державою в 1290 році. Орхан I, другий бей Османської імперії, захопив місто в 1356 році. Тимур переміг Баязіда I в Ангорській битві в 1402 році і захопив місто, але в 1403 році Ангора знову опинилася під контролем Османської імперії.
Левантійська компанія мала фабрику в місті в 1639—1768 рр.. У XIX столітті населення міста було 20 000—60 000 осіб. Його розграбували єгиптяни під проводом Ібрагіма-паші в 1832 році.
У 1867—1922 рр. місто було столицею Ангорського вілаєту, який містив більшу частину стародавньої Галатії.
До Першої світової війни в місті було Британське консульство. Населення було близько 28 000 осіб, приблизно 1/3 з яких були християнами.

### Столиця Турецької республіки

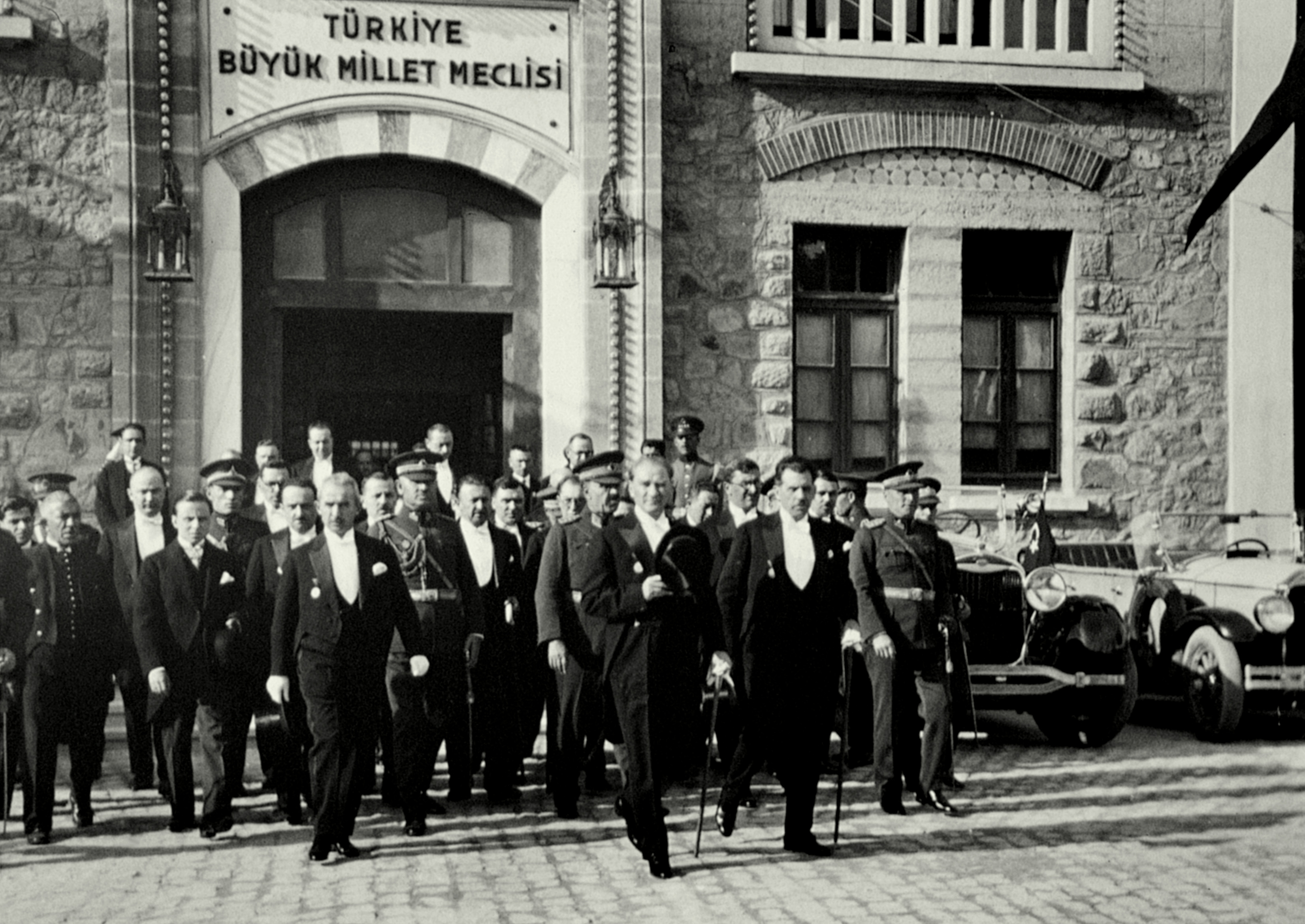
Президент Мустафа Кемаль Ататюрк (у центрі) та прем'єр-міністр Ісмет Іненю (ліворуч) залишають Великі національні збори Туреччини під час святкування 7-ї річниці Турецької Республіки в 1930 році

Після поразки Османської імперії в Першій світовій війні столиця Османської імперії Константинополь (сучасний Стамбул) і велика частина Анатолії були окуповані союзниками, які планували розділити ці землі між Вірменією, Францією, Грецією, Італією та Сполученим Королівством, залишивши для турків основну частину землі в центральній Анатолії. У відповідь лідер турецького націоналістичного руху Мустафа Кемаль Ататюрк створив штаб свого руху опору в Ангорі в 1920 році. Після перемоги у війні за незалежність Туреччини та заміни Севрського договору Лозаннським договором (1923) турецькі націоналісти замінили Османську імперію Турецькою Республікою 29 жовтня 1923 року. За кілька днів до цього 13 жовтня 1923 року Ангора офіційно замінила Константинополь як нова турецька столиця, і офіційні особи республіканців оголосили, що назва міста — Анкара.

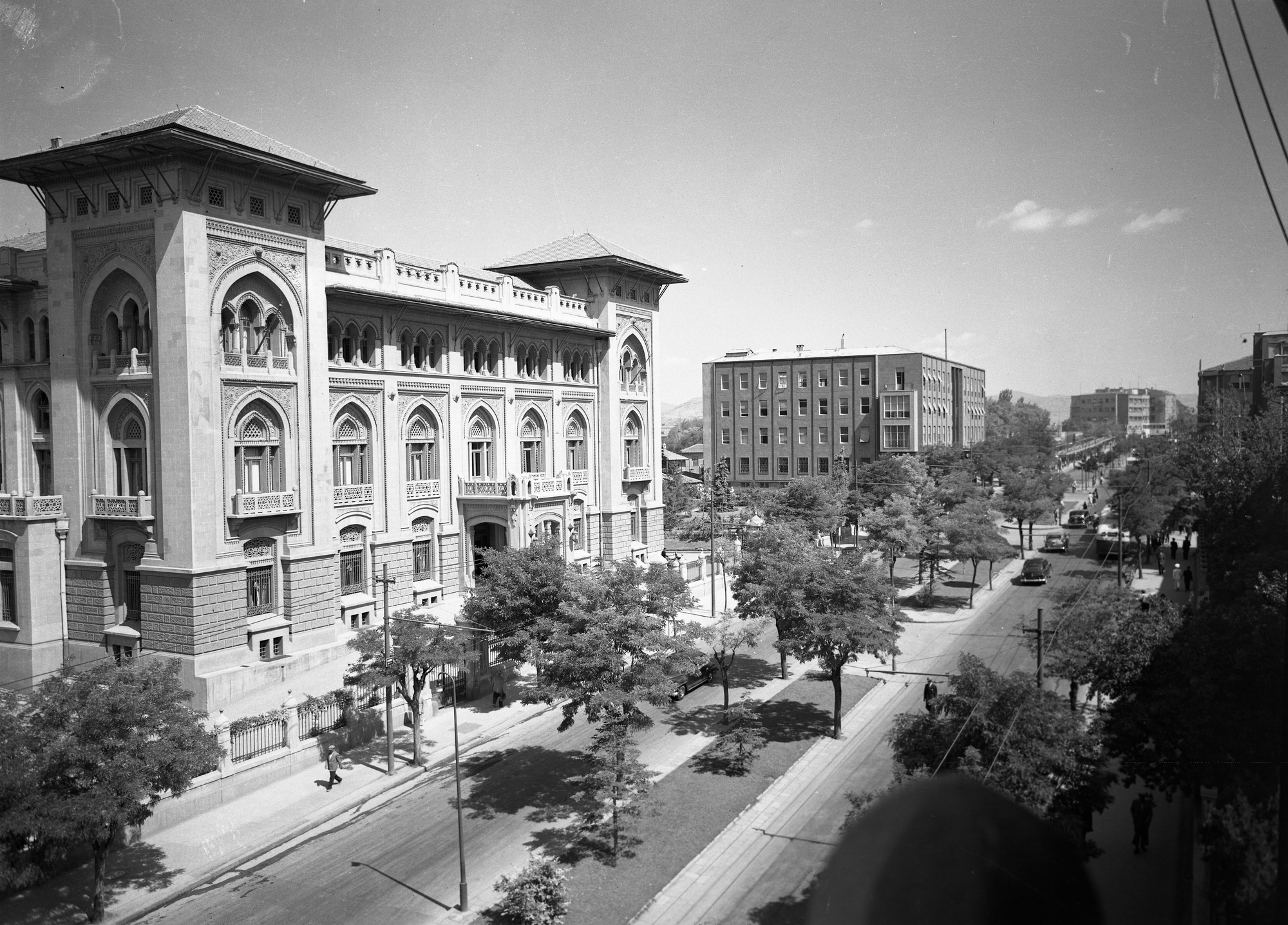
Вид на стару будівлю генеральної дирекції Ziraat Bankası. Її спроектував італійський левантійський архітектор Джуліо Монгері, який народився в Константинополі, збудована в 1926-29 рр.

Після того, як Анкара стала столицею новоствореної Турецької Республіки, нова забудова розділила місто на стару частину під назвою Улус і нову частину під назвою Єнішехір. Старовинні будівлі, що відображають римську, візантійську та османську історію, і вузькі звивисті вулички позначають стару частину. Нова частина, тепер з центром на площі Кизилай, має атрибути сучаснішого міста: широкі вулиці, готелі, театри, торгові центри та багатоповерхівки.
У новому розділі також розташовані урядові установи та іноземні посольства. Анкара пережила феноменальне зростання після того, як вона стала столицею Туреччини в 1923 році, коли вона була «маленьким містечком без значення». У 1924 році, через рік після переїзду туди уряду, в Анкарі проживало близько 35 000 жителів. У 1927 році тут було 44 553 жителі, а в 1950 році населення зросло до 286 781. Після 1930 року місто офіційно стало називатися на західних мовах Анкарою. До кінця 1930-х років назва «Ангора» вже не була вживаною.

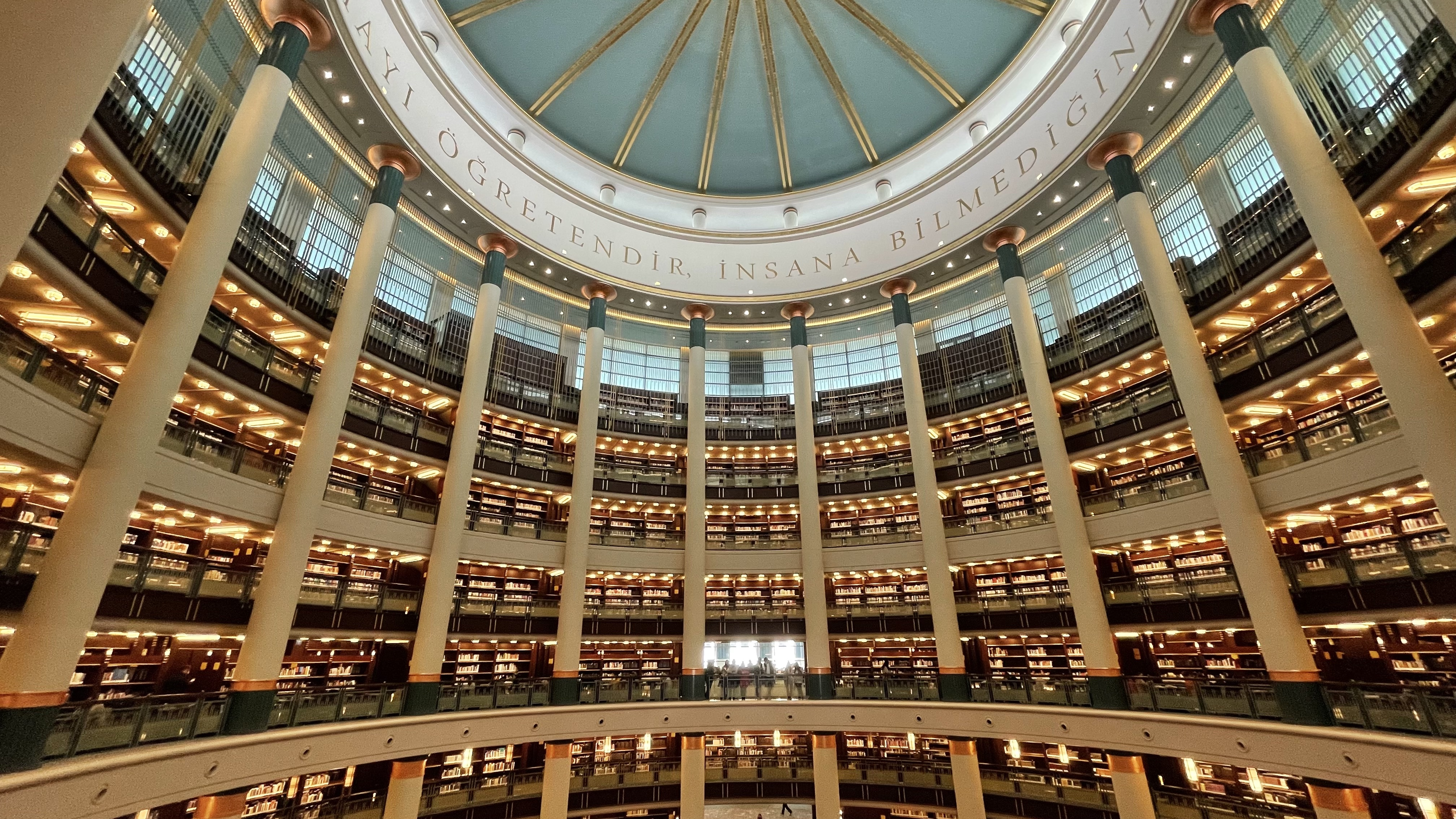
Президентська бібліотека в Анкарі є найбільшою бібліотекою в Туреччині, з колекцією понад 4 мільйонів друкованих книг і понад 120 мільйонів електронних видань, опублікованих 134 мовами.

Анкара продовжувала швидко розвиватися у другій половині XX століття і зрештою випередила Ізмір як друге за населенням місто Туреччини після Стамбула. Міське населення Анкари досягло 4 587 558 осіб у 2014 році, тоді як населення провінції Анкара досягло 5 150 072 осіб у 2015 році.

## Географія
Місто розташоване на річці Анкарі в Малій Азії, у центральній частині Анатолійського плато, на висоті близько 1000 м над рівнем моря.

## Клімат
Анкара має холодний напівпосушливий клімат згідно з кліматичною класифікацією Кеппена (BSk), тоді як згідно з кліматичною класифікацією Треварти місто класифікується як вологий континентальний (Dc). Через свою висоту та внутрішнэ розташуванню Анкара має холодну та сніжну зиму та спекотне та сухе літо. Опади випадають переважно навесні та восени. Місто розташоване в зоні морозостійкості USDA 7b, і середньорічна кількість опадів досить низька — 414 мv, однак опади можна спостерігати протягом року. Середня місячна температура коливається від 0,9 °C у січні до 24,3 °C у липні, із середньорічною температурою 12,6 °C. Загальний температурний режим Анкари дуже схожий на Нью-Йорк-
| Клімат Анкара                              | Клімат Анкара | Клімат Анкара | Клімат Анкара | Клімат Анкара | Клімат Анкара | Клімат Анкара | Клімат Анкара | Клімат Анкара | Клімат Анкара | Клімат Анкара | Клімат Анкара | Клімат Анкара | Клімат Анкара |
| Показник                                   | Січ.          | Лют.          | Бер.          | Квіт.         | Трав.         | Черв.         | Лип.          | Серп.         | Вер.          | Жовт.         | Лист.         | Груд.         | Рік           |
| Абсолютний максимум, °C                    | 18,4          | 21,3          | 27,8          | 31,6          | 34,4          | 37,0          | 41,0          | 40,5          | 39,1          | 33,3          | 24,7          | 20,4          | 41,0          |
| Середній максимум, °C                      | 4,7           | 7,4           | 12,2          | 17,5          | 22,8          | 27,3          | 31,0          | 31,0          | 26,5          | 20,3          | 13,0          | 6,7           | 18,4          |
| Середня температура, °C                    | 0,9           | 2,7           | 6,7           | 11,5          | 16,5          | 20,6          | 24,2          | 24,3          | 19,6          | 13,9          | 7,3           | 2,8           | 12,6          |
| Середній мінімум, °C                       | −2,2          | −1,2          | 1,9           | 6,0           | 10,5          | 14,1          | 17,2          | 17,4          | 13,1          | 8,4           | 2,7           | −0,3          | 7,3           |
| Абсолютний мінімум, °C                     | −24,9         | −24,2         | −19,2         | −7,2          | −1,6          | 3,8           | 4,5           | 5,5           | −1,5          | −9,8          | −17,5         | −24,2         | −24,9         |
| Середня кількість сонячних годин на місяць | 68,2          | 101,7         | 148,8         | 189,0         | 238,7         | 279,0         | 328,6         | 310,0         | 261,0         | 192,2         | 129,0         | 74,4          |               |
| Норма опадів, мм                           | 38.6          | 36.6          | 46.9          | 44.5          | 51.0          | 40.2          | 14.8          | 14.6          | 17.9          | 33.4          | 31.9          | 43.2          | 413.6         |
| Днів з опадами                             | 11,67         | 10,9          | 10,47         | 11,63         | 12            | 9,27          | 3,37          | 3,67          | 4,17          | 7,63          | 7,67          | 11,27         |               |
| Днів зі снігом                             | 7,8           | 4,9           | 4,4           | 0,5           | 0             | 0             | 0             | 0             | 0             | 0             | 0,9           | 4,2           |               |
| Вологість повітря, %                       | 76.7          | 70.7          | 63.2          | 58.4          | 56.3          | 53.1          | 45.5          | 45.3          | 48.8          | 60.2          | 68.6          | 76.7          | 60.2          |
| ------------------------------------------ | ------------- | ------------- | ------------- | ------------- | ------------- | ------------- | ------------- | ------------- | ------------- | ------------- | ------------- | ------------- | ------------- |

## Економіка
Анкара — другий за значенням і потенціалом економічний центр Туреччини (після Стамбула). Її розвиток визначається зручним положенням на транспортних шляхах, наявністю значного числа державних службовців та студентів, промислових об'єктів, банків і торгових компаній. Близькість міста до металургійної бази в Карабюці, кам'яновугільним розробкам в Зонгулдаці і великих джерел сільськогосподарської сировини зумовили розвиток в ньому і передмістях обробної промисловості. Щоб подолати хаотичне розміщення промислових об'єктів у місті, в 1990 була організована перша промислова зона, у якій зосередилося до 80 % індустрії Анкари.
Існують промислові зони «Остім» й «Іведік», де концентруються переважно середні та дрібні підприємства. Розпочато роботи по створенню 2, 3 і 5 промислових зон в районі Великої Анкари. У промисловій палаті Анкари зареєстровано близько 3000 підприємств. Всього ж є приблизно 53 тис. промислових об'єктів, на яких зайнято св. 380 тис. осіб, з них 19 % — в автомобільній і авторемонтної промисловості, 14 % — в електротехнічної галузі і 10 % — в харчовій промисловості. 45 тис. осіб  — офіційно безробітні.
У турецькій столиці переважають дрібні та середні підприємства і фірми. З фабрик і заводів з кількістю зайнятих понад 25 найчисленніші зайняті виробництвом металевих виробів і обладнання, а також машинобудуванням. Вони складають до 40 % всіх промислових підприємств столиці та її околиць. Велику роль у цій галузі відіграють військові заводи насамперед організовані в рамках розпочатого в 1984 спільного турецько-американського аерокосмічного проєкту, а також таких великих компаній, як військово-промислова «ФМС-Нуроль», електромашинобудівний «Аремсан», електрична «Бариш», «Рокестан», «Марконі» тощо.
У харчовій промисловості поширені невеликі фірми з 10—14 працівниками. Є підприємства з виробництва цукру, молочних і м'ясних виробів, квітів, цементні підприємства, завод з виготовлення вантажівок. В Анкарі є також підприємства з виготовлення одягу, медичних препаратів та обладнання тощо. Швидко розвиваються текстильна і меблева промисловість.
Анкара — другий за значенням фінансово-кредитний центр Туреччині після Стамбула. У 2002 в столиці працювало бл. 600 відділень 3 державних і 30 приватних банків. Місто відіграє також значну роль у національній торгівлі.

## Основні пам'ятки

### Стародавні/археологічні пам'ятки

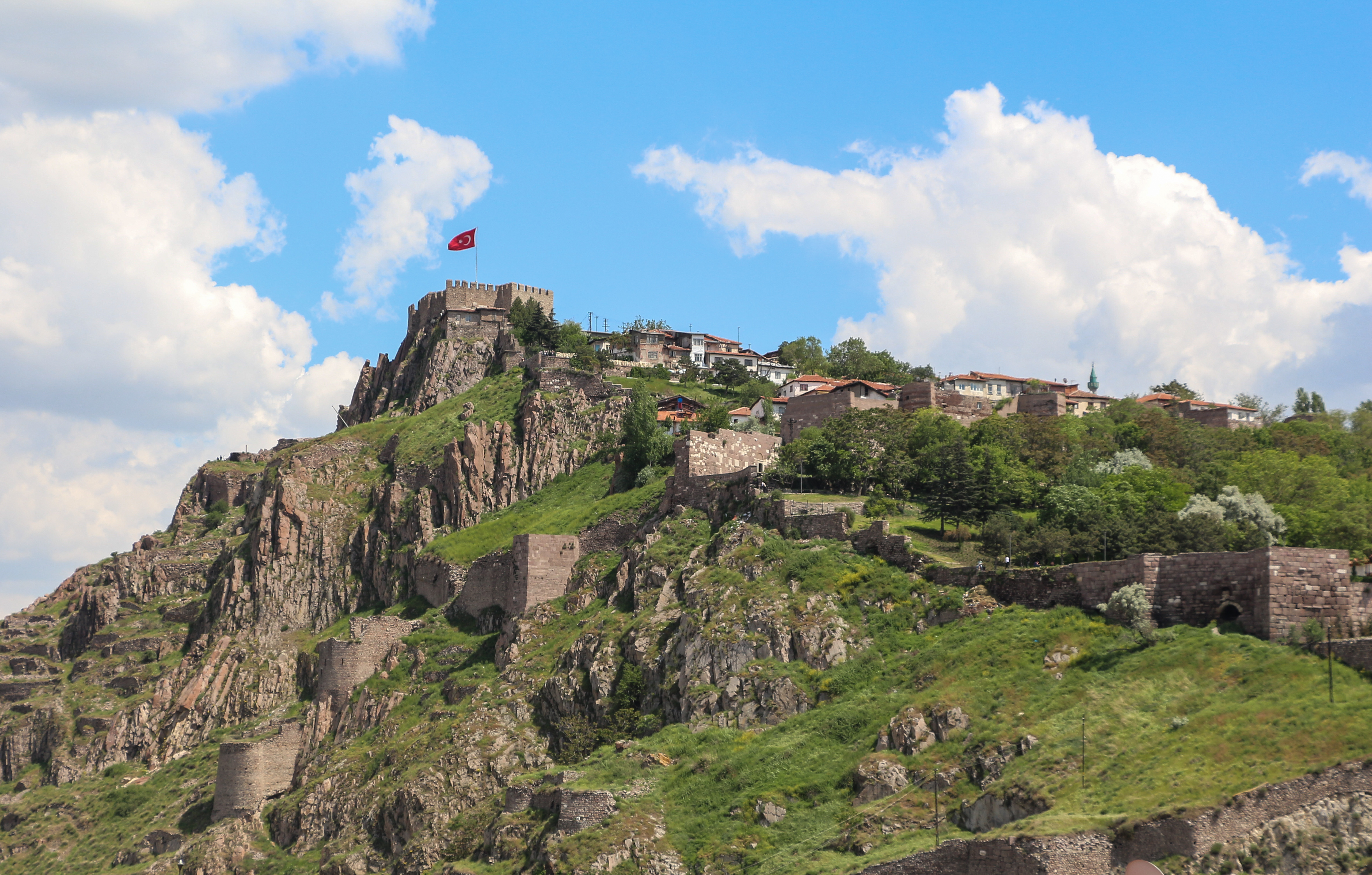

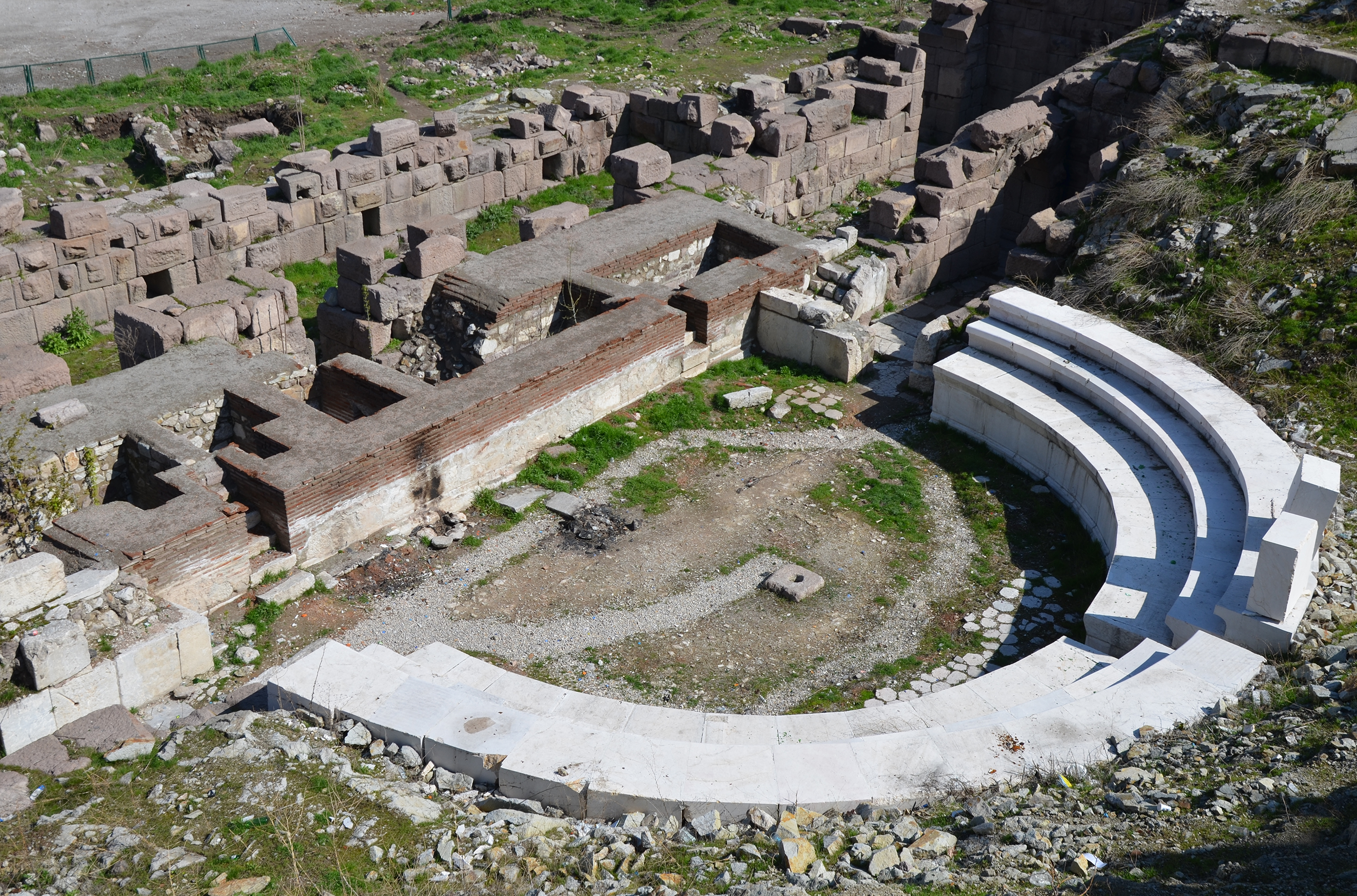

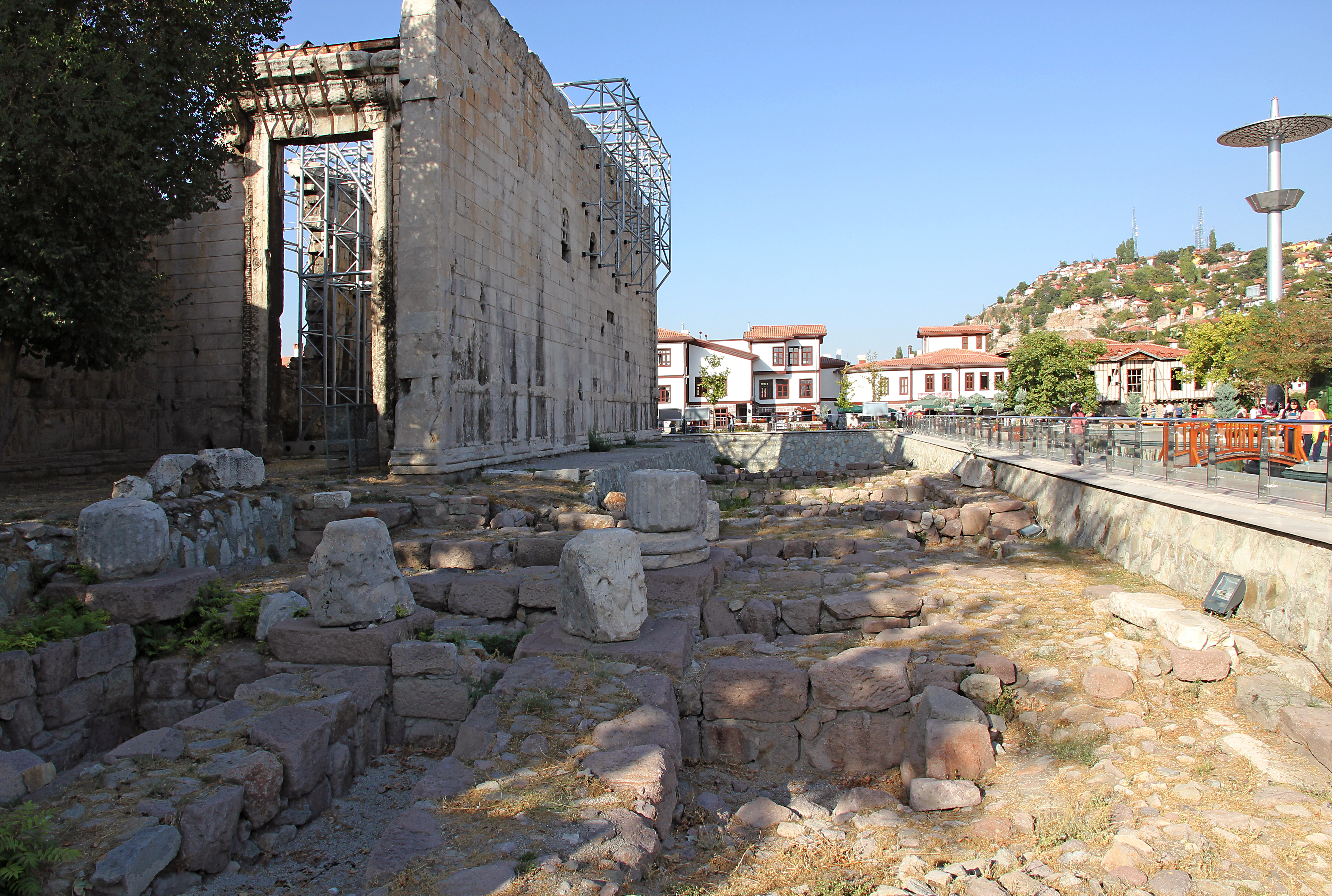
На Анкірському монументі (храм Августа та Риму) в Улусі збереглася первинна непошкоджена копія «Діяння божественного Августа», написана першим римським імператором Августом.

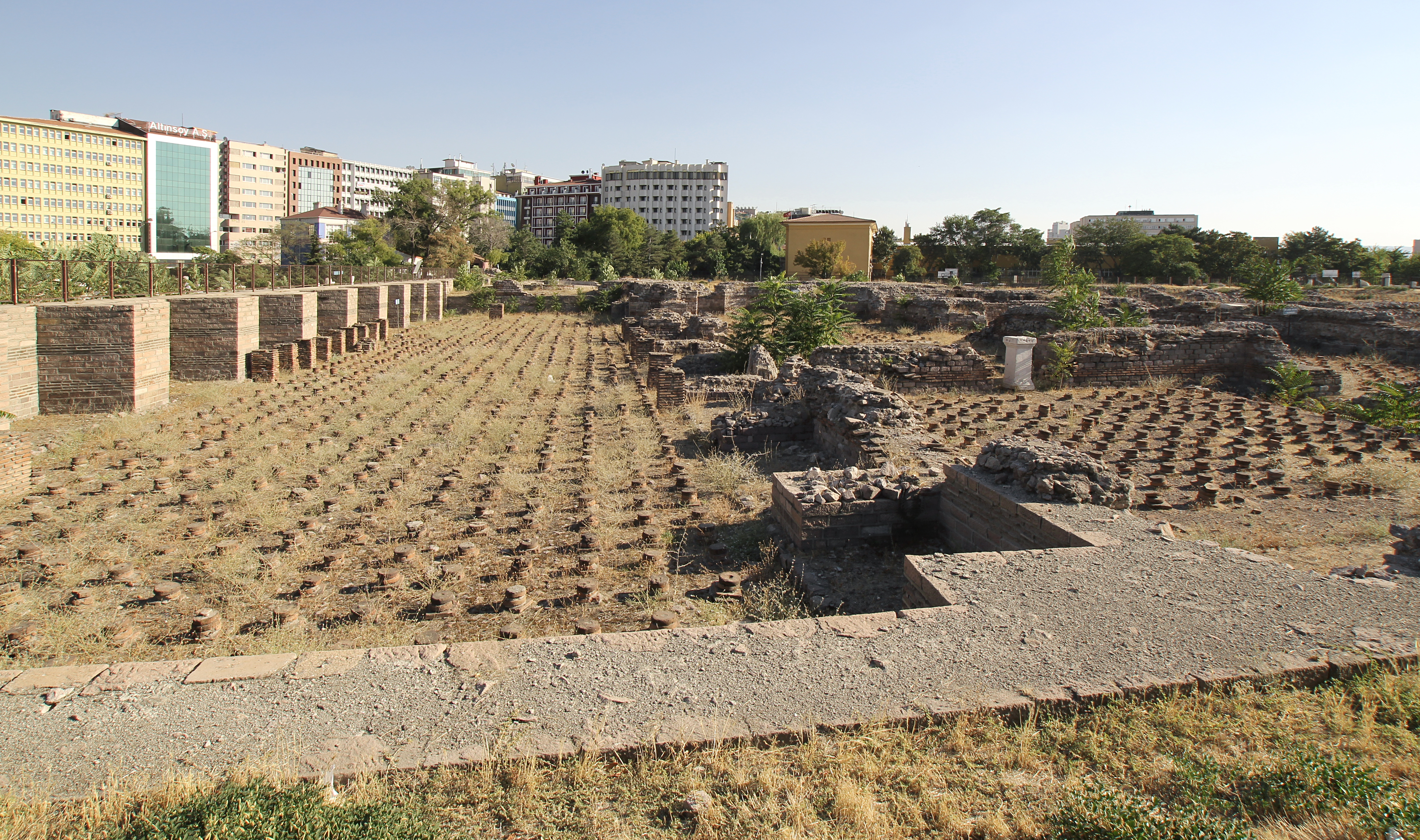

#### Цитадель Анкари
Замок Анкари засновано галатами на видатному відслоненні лави (39°56′28″ пн. ш. 32°51′50″ сх. д. / 39.941° пн. ш. 32.864° сх. д.), будівництво завершено римлянами. Візантійці та сельджуки, пізніше, реставрували та добудували. Територія навколо та всередині цитаделі, є найстарішою частиною Анкари, містить багато чудових зразків традиційної архітектури. Також є зони відпочинку. Багато традиційних турецьких будинків відбудовано як ресторани, де подають страви місцевої кухні.
Цитадель зображена на різних турецьких банкнотах 1927—1952 та 1983—1989 рр..

#### Римський театр
За межами замку можна побачити руїни, сцену та лаштунки Давньоримського театру в Анкарі. Знайдені тут римські статуї виставлені в Музеї анатолійських цивілізацій. Зона відпочинку все ще розкопується.

#### Храм Августа і Риму
Августеум, тепер відомий як храм Августа та Риму, побудовано в 25—20 рр. до н. е. після завоювання Центральної Анатолії Римською імперією. Пізніше Анкіра стала столицею нової провінції Галатія. Після смерті Августа в 14 р. до н. е. копія тексту «Діяння божественного Августа» викарбувана на внутрішній частині пронаоса храму, латинською та грецькою мовами, на зовнішній стіні келли. Храм в стародавньому акрополі Анкіри розширено у II столітті та перетворено на церкву в V столітті. Знаходиться в кварталі Улус. У XVI столітті «Діяння божественного Августа» оприлюднив австрійський посол Ож'є Гіслен де Бусбек.

#### Римські лазні
Римські лазні Анкари мають усі типові риси класичного римського комплексу лазень: фригідарій (холодна кімната), тепідарій (тепла кімната) і кальдарій (гаряча кімната). Терми побудовані під час правління римського імператора Каракалли на початку III століття на честь Асклепія, бога медицини. Сьогодні від них залишилися лише підвал і перші поверхи. Знаходяться в кварталі Улус.

#### Римська дорога
Анкарська римська дорога або Кардо-Максимус (лат. Cardo Maximus) знайдена в 1995 році турецьким археологом Джевдетом Байбуртлуоглу. Збережена ділянка має 216 м завдовжки та 6,7 м завширшки.
Багато стародавніх артефактів виявлено під час розкопок уздовж дороги, і більшість із них представлені в Музеї анатолійських цивілізацій.

#### Колона Юліана
Колона Юліана, зараз знаходиться в районі Улус, споруджена на честь візиту римського імператора Юліана до Анкіри в 362 році.

### Мечеті

#### Мечеть Коджатепе
Мечеть Коджатепе є найбільшою мечеттю в місті. Розташована у кварталі Коджатепе, побудована в 1967—87 рр. в класичному османському стилі з чотирма мінаретами. Її розміри та видатне розташування зробили її визначною пам'яткою міста.

#### Мечеть Ахмета Хамді Аксекі
Мечеть Ахмета Гамді Аксекі розташована біля Президентства зі справ релігії на дорозі до Ескішехіру.
Побудована в турецькому неокласичному стилі, це одна з найбільших нових мечетей міста, завершена і відкрита у 2013 році. Вона може вмістити 6 тис. осіб під час загальних молитов, і до 30 тис. осіб під час поминальних молитов. Мечеть прикрашена візерунками в стилі анатолійських сельджуків.

#### Мечеть Дженабі Ахмет Паши
Мечеть Дженабі Ахмет Паши найбільша османська мечеть в Анкарі, побудована відомим архітектором Сінаном у XVI столітті. Мінбар і міхрап зроблені з білого мармуру, а сама мечеть — з анкарського каменю дуже тонкої роботи.

#### Мечеть Хаджі Байрам

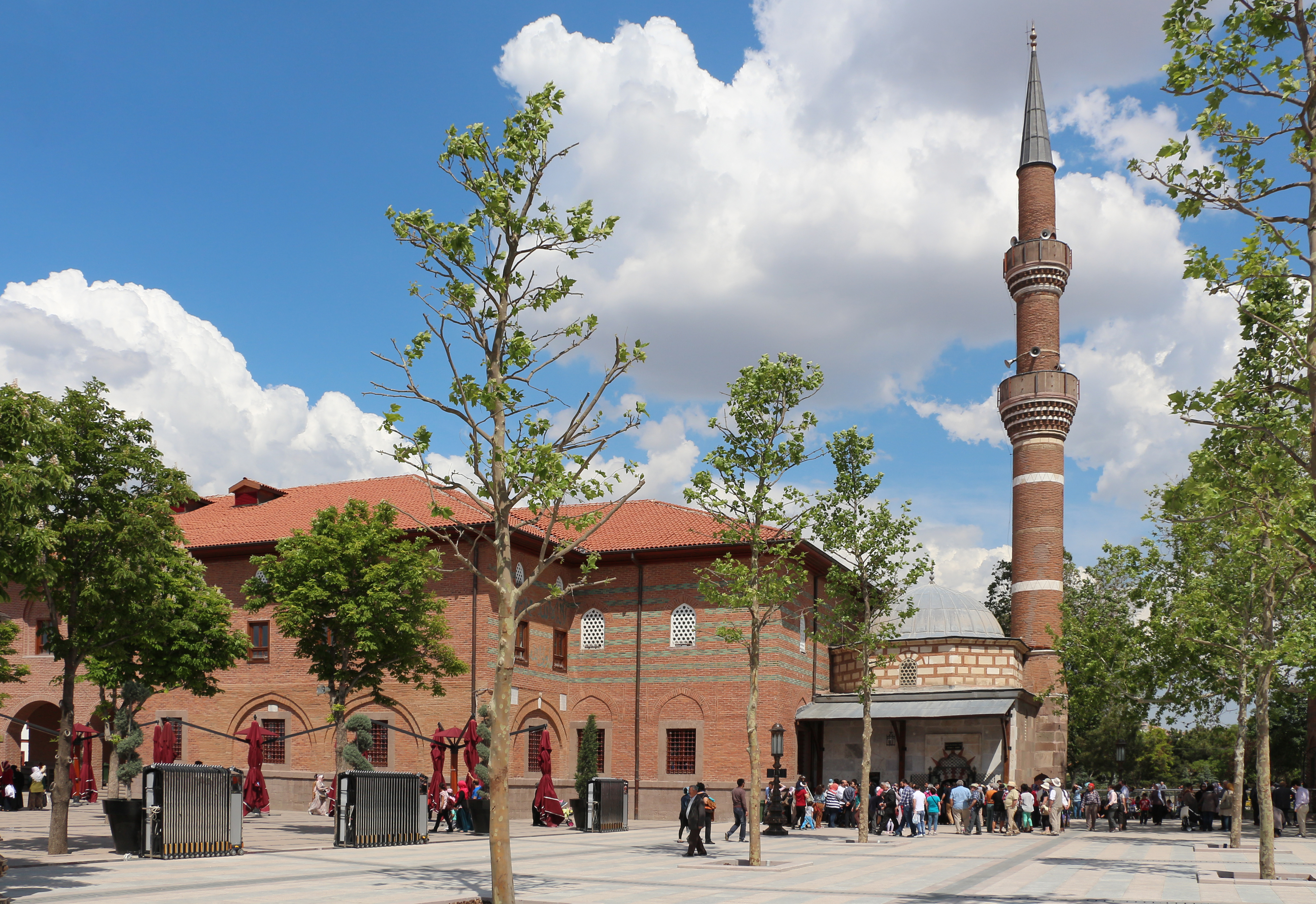
(1428)

Мечеть Хаджі Байрам мечеть, розташована в кварталі Улус поруч з храмом Августа, побудована на початку XV століття в стилі сельджуків невідомим архітектором. Згодом відреставрована архітектором Мімаром Сінаном у XVI столітті, плитку з Кютаг'ї додали у XVIII столітті. Мечеть побудована на честь Хаджі Байрам Велі, могила якого знаходиться поруч з мечеттю, за два роки до його смерті (1427—28 рр.). Корисна площа всередині мечеті — 437 м² на першому поверсі та 263 м² — на другому.

#### Мечеть Ахі Ельван
Заснована у кварталі Улус поблизу цитаделі Анкари і побудована братством Ахійя наприкінці XIV — початку XV століть.
Особливий інтерес представляє тонко різьблений мінбар (амвон).

#### Мечеть Аляеддін
Мечеть Аляеддін — найстаріша мечеть Анкари. Вона має різьблений мінбар, напис на якому свідчить, що мечеть відкрито на початку 574 року хіджри (що відповідає літу 1178 року до н. е.) і побудована сельджуцьким принцом Мухіддіном Месудом Шахом (помер в 1204 р.), беєм Анкари, який був сином анатолійського султана сельджуків Килича-Арслана II. (правління 1156—92 рр.)

### Сучасні пам'ятники
По всьому місту розташовано не менше 50 пам'ятників і рельєфів.

#### Пам'ятник Перемоги
Пам'ятник Перемоги створено австрійським скульптором Генріхом Криппелем в 1925 році та встановлений в 1927 році на площі Улус. Пам'ятник зроблено з мармуру та бронзи та містить кінну статую Мустафи Кемаля Ататюрка, у військовій формі епохи Республіки у званні фельдмаршала.

#### Статуя Ататюрка
Розташована на площі Перемоги, статуя з мармуру та бронзи створена італійським скульптором П’єтро Канонікою в 1927 році та зображує стоячого Ататюрка у військовій формі епохи Республіки, у званні фельдмаршала.

#### Пам'ятник безпеці
Пам'ятник безпеці, розташований в Гювенпарку поблизу площі Кизилай, зведено в 1935 році та містить пораду Ататюрка своєму народу: «Турк! Будь гордим, наполегливо працюй і вір у себе». (Існує дискусія щодо того, чи дійсно Ататюрк сказав «Використовуйте свій розум» (тур. öğün) замість «Будьте горді» (тур. övün)).
Пам'ятник зображений на реверсі банкноти номіналом 5 турецьких лір 1937—52 рр. і банкнот номіналом 1000 лір 1939—46 рр..

#### Пам'ятник Хетському Сонцю
Пам'ятник Хетському Сонцю зведено в 1978 році на площі Сиггіє, пам'ятник символізує сонячний диск хаттів (який пізніше перейняли хети) і вшановує найдавнішу цивілізацію Анатолії. Диск «хаттське сонце» використовувався в попередньому логотипі столичного муніципалітету Анкари. Він також використовувався в попередньому логотипі Міністерства культури і туризму.

### Караван-сараї

#### Сулухан

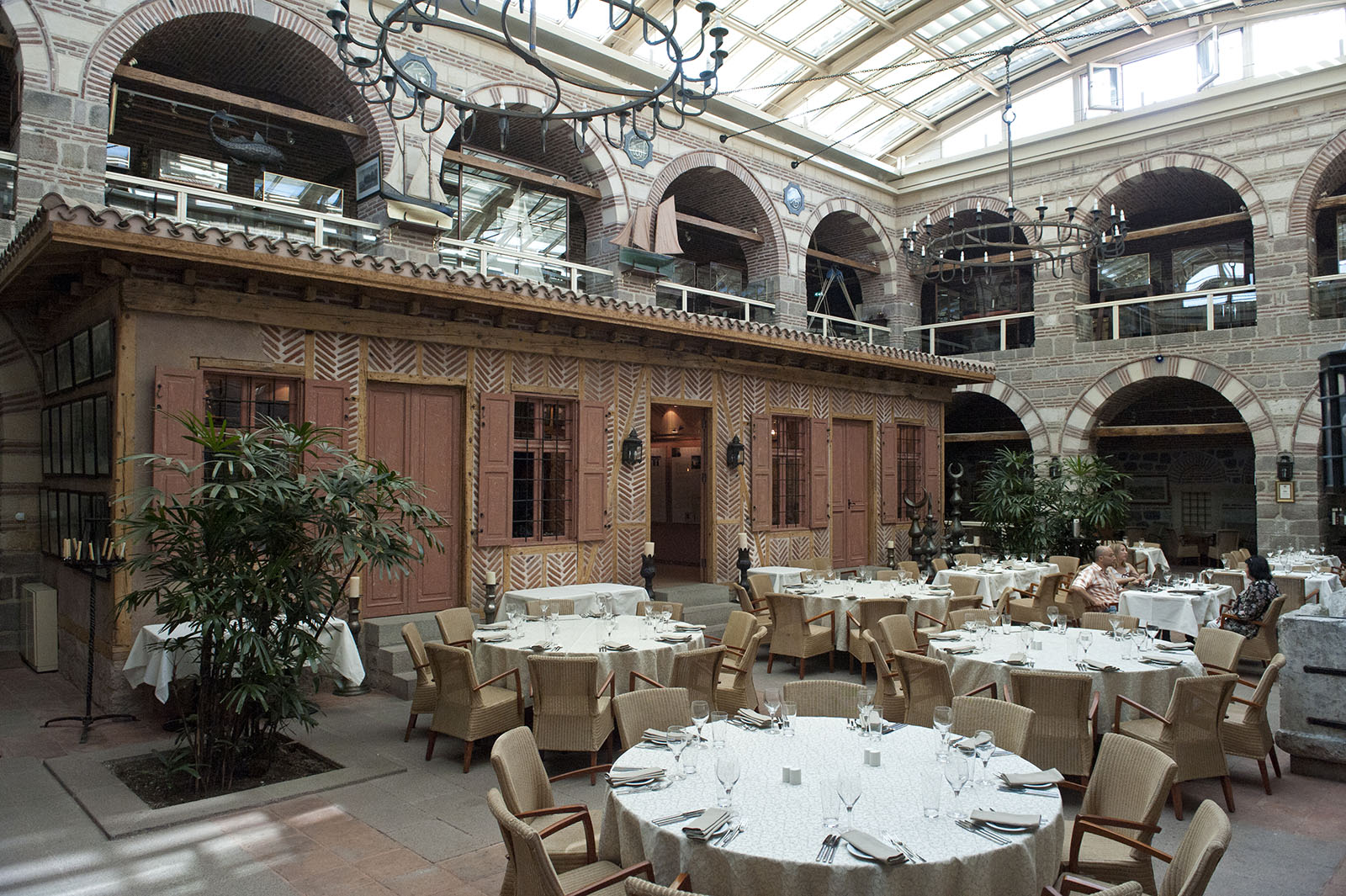
Внутрішній двір накритий скляним дахом.

Сулухан — історичний караван-сарай в Анкарі. Його також називають Гасанпаша-хан. Знаходиться за 400 м на південний схід від площі Улус, районі Хаджидоган. Згідно з вакфіє (написом) будівлі, караван-сарай османської доби побудовано на замовлення Гасана-паші, регіонального бейлербея, і побудовано в 1508—11 рр., в останні роки правління султана Баязида II. Має 102 кімнати (нині крамниці), які виходять на два двори. В кожній кімнаті є вікно, ніша і димохід.

#### Музей Ченгельхана Рахмі М. Коча
Музей Ченгельхан Рахмі М. Коча — музей промислових технологій, розташований у Ченгель-Хані, караван-сараї османської доби, будівництво якого завершено в 1523 році, у перші роки правління султана Сулеймана Пишного. Експонати містять промислові/технологічні артефакти з 1850-х років. Є також розділи Мустафи Кемаля Ататюрка, засновника сучасної Туреччини; Вехбі Коч, батька Рахмі Коча та одного із перших промисловців Туреччини і міста Анкари.

## Транспорт

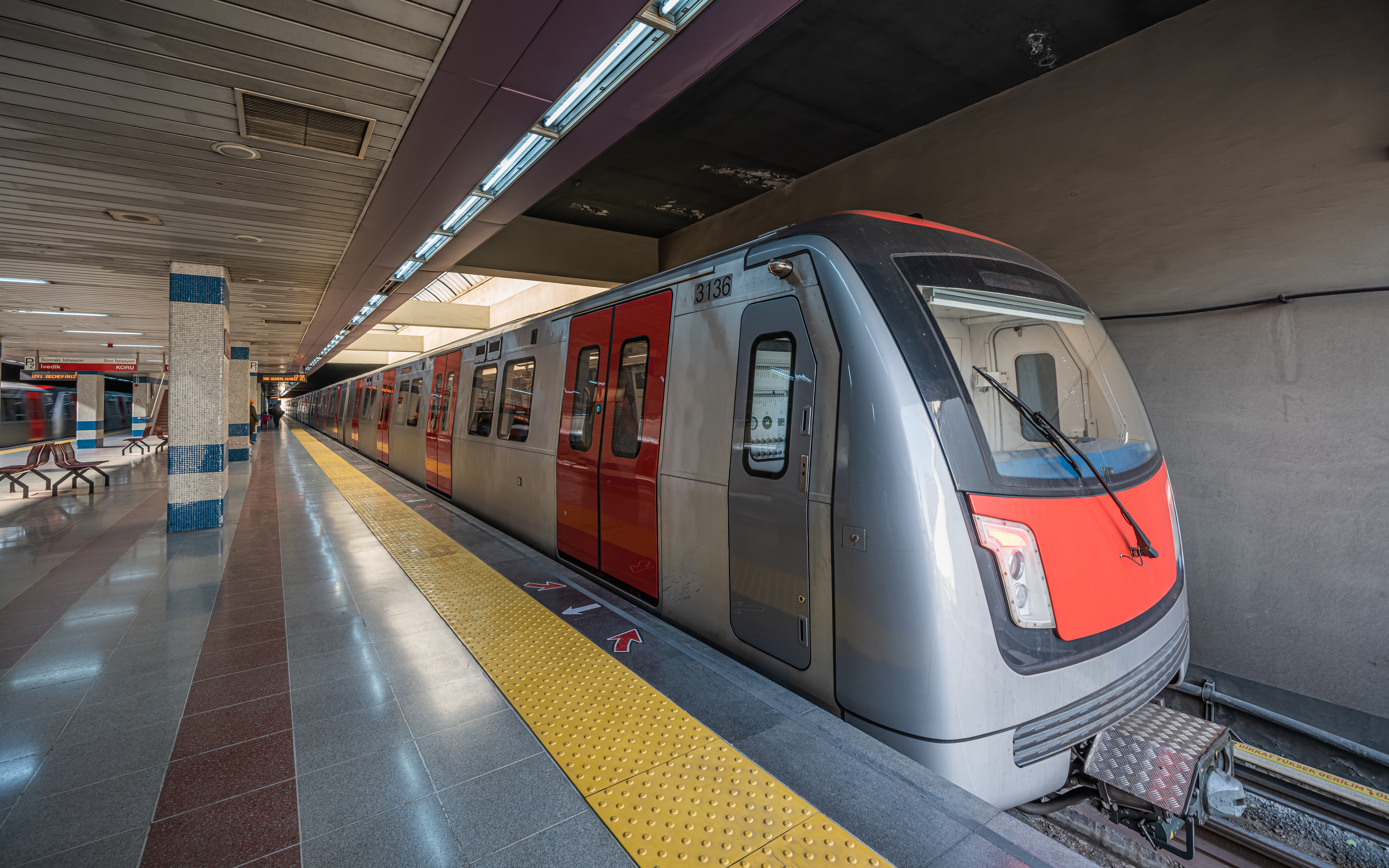
Станція метро на лінії М1

Анкара на середину 2010-х має одну лінію легкого метро — Анкарай (тур. Ankaray (A1)) і три лінії важкого метро (M1, M2, M3) що перевозять близько 300 тисяч пасажирів щодня, лінія M4 у стадії будівництва. Канатна дорога Шентепе-Єнімахалле завдовжки 3,2 км, сполучає округ Шентепе зі станцією метро Єнімахалле
Залізнична станція Анкара — великий залізничний вузол Туреччини. Цією станцією проходить залізниця Сінджан — Каяс. 13 березня 2009, оператор Yüksek Hızlı Tren ввів в дію високошвидкісну залізницю Анкара — Ескішехір. 23 серпня 2011, введено в дію високошвидкісна залізниця Анкара — Конья. 25 липня 2014, високошвидкісна залізниця Анкара — Стамбул розпочала роботу
Міжміський автобусний термінал Анкари (тур. Ankara Şehirlerarası Terminal İşletmesi, AŞTİ) є важливою частиною автобусної мережі, яка охоплює всі околиці в місті.
Міжнародний аеропорт Есенбога, розташований в північно-східній частині міста, є головним аеропортом Анкари.

## Шопінг

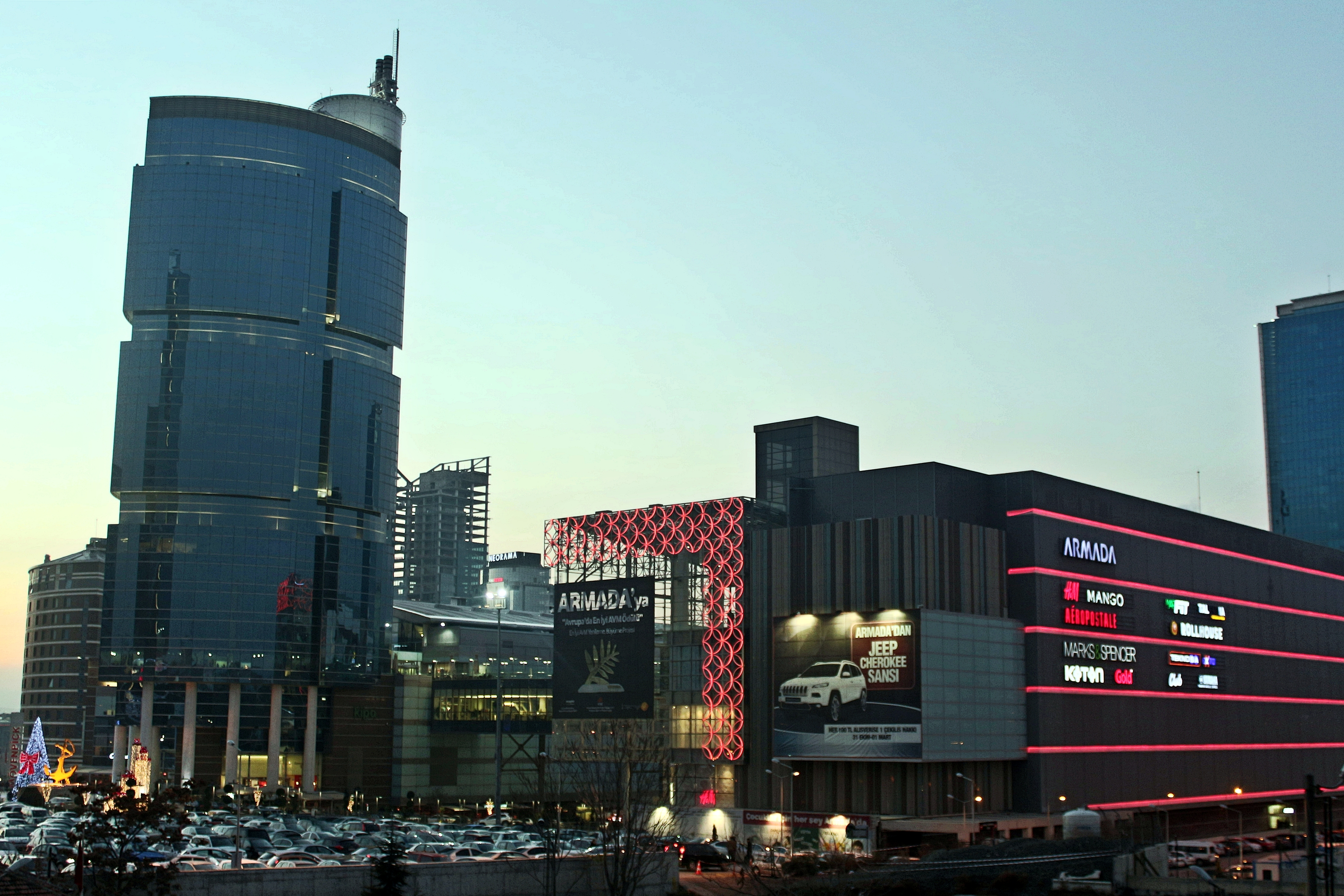
ТРЦ Армада

Іноземні відвідувачі Анкари зазвичай люблять відвідувати старі крамниці на Чикрикчилар-Йокушу (Дорога ткачів) поблизу Улуса, де можна знайти безліч речей, починаючи від традиційних тканин, килимів ручної роботи та шкіряних виробів, за вигідними цінами. Бакирджилар-Чаршиси (Базар мідників) особливо популярний, і тут можна знайти багато цікавих предметів, не тільки з міді, як-от коштовності, килими, костюми, антикваріат і вишивку. На пагорбі до брами замку є багато крамниць, де продається величезне свіже різномаїття спецій, сухофруктів, горіхів та інших продуктів.

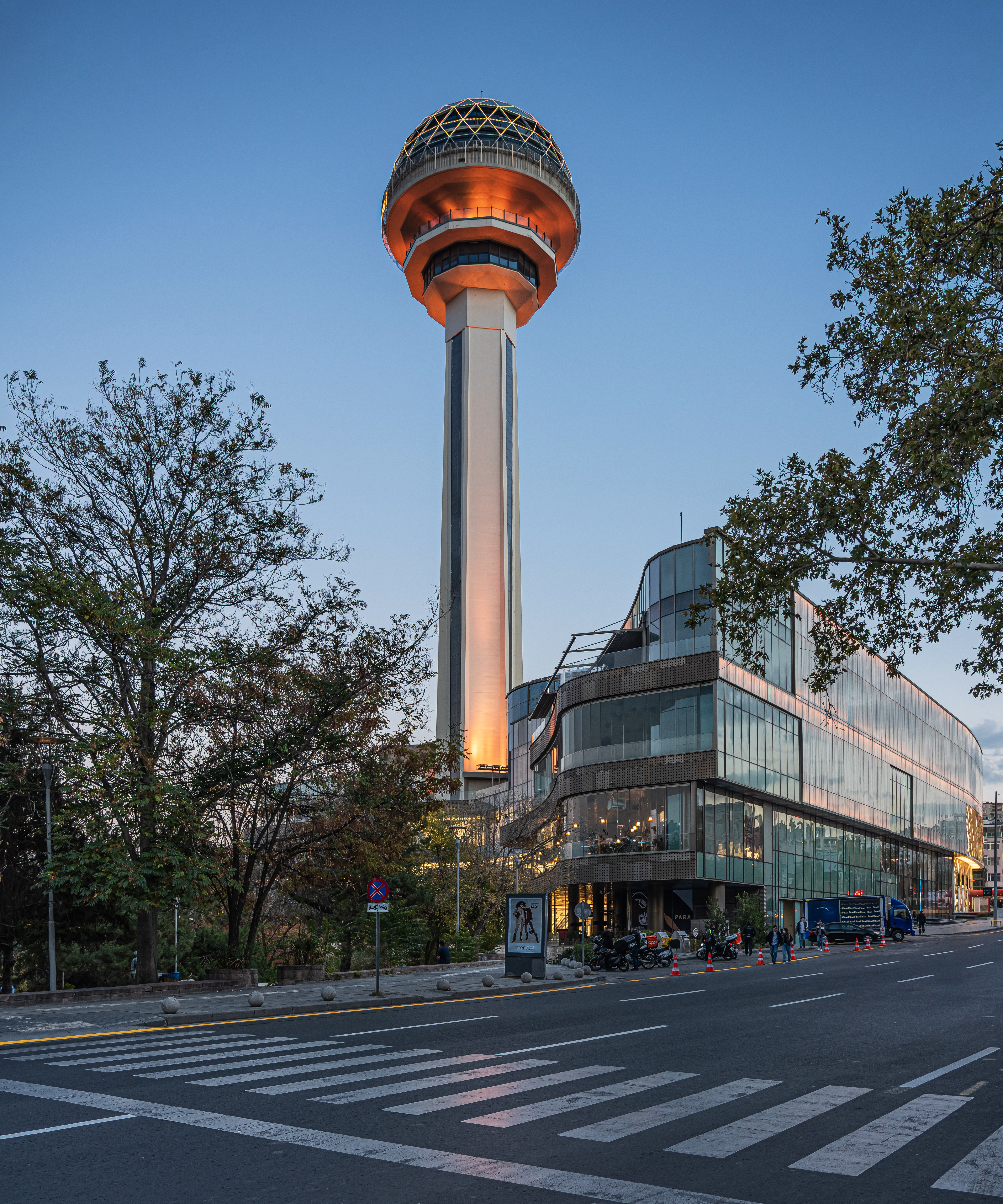
Вежа Атакуле та ТРЦ «Атріум».

Сучасні торгові центри здебільшого розташовані в Кизилай або на проспекті Туналі Гільмі, включно з сучасним торговим центром Карум (названий на честь стародавніх ассирійських торгових колоній під назвою Карум, які були засновані в центральній Анатолії на початку II тис до н. е.), який розташований наприкінці проспекту; і в Чанкая, кварталі з найвищою точкою міста. З вежі Атакуле поруч із торговим центром Атріум в Чанкая відкривається вид на Анкару, на вежі є ресторан, що обертається. Символом ТЦ «Армада» є якір, а біля його входу встановлено великий пам'ятник якорю, який є посиланням на давньогрецьку назву міста Ἄγκυρα (Ánkyra), що означає якір. Крім того, пам'ятник якорю також пов'язаний з іспанською назвою торгового центру Armada, що означає військово-морський флот.

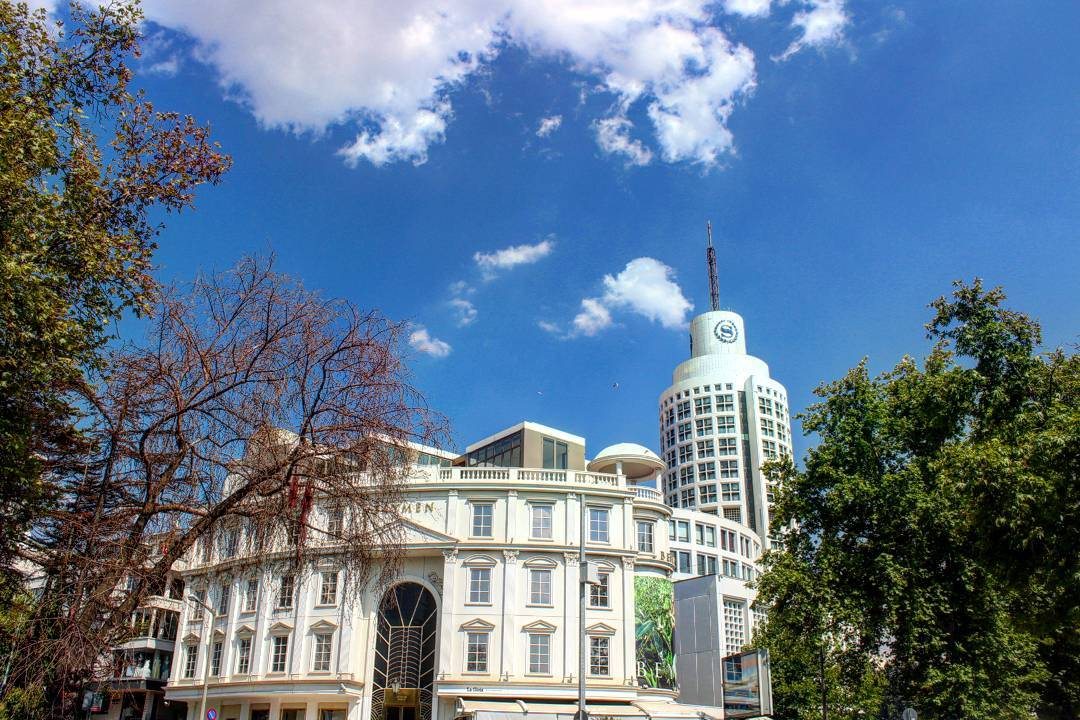
та ТРЦ Карум

Коли Анкара почала розширюватися на захід в 1970-х роках, уздовж Західного або Ескішехірського шосе, почали будувати кілька сучасних забудов у стилі передмістя та ділових районів, таких як Сьойютьозю. Торгові центри «Armada», «CEPA» та «Kentpark» на шосе, «Galleria», «Arcadium» і «Gordion» в Умиткьой, а також величезний торговий центр «Real» в «Bilkent Center» пропонують можливості для шопінгу в північноамериканському та європейському стилі (до цих місць можна дістатися через Ескішехірське шосе). Також на околиці, на Стамбульському шосе, є нещодавно розширений торговий центр ANKAmall, де розташована більшість торгових центрів відомих міжнародних брендів. Цей торговий центр є найбільшим у всьому регіоні Анкари. У 2014 році в Анкарі відкрито ще кілька торгових центрів. Це «Next Level» і «Taurus» на бульварі Мевлана.

## Культура

### Мистецтво

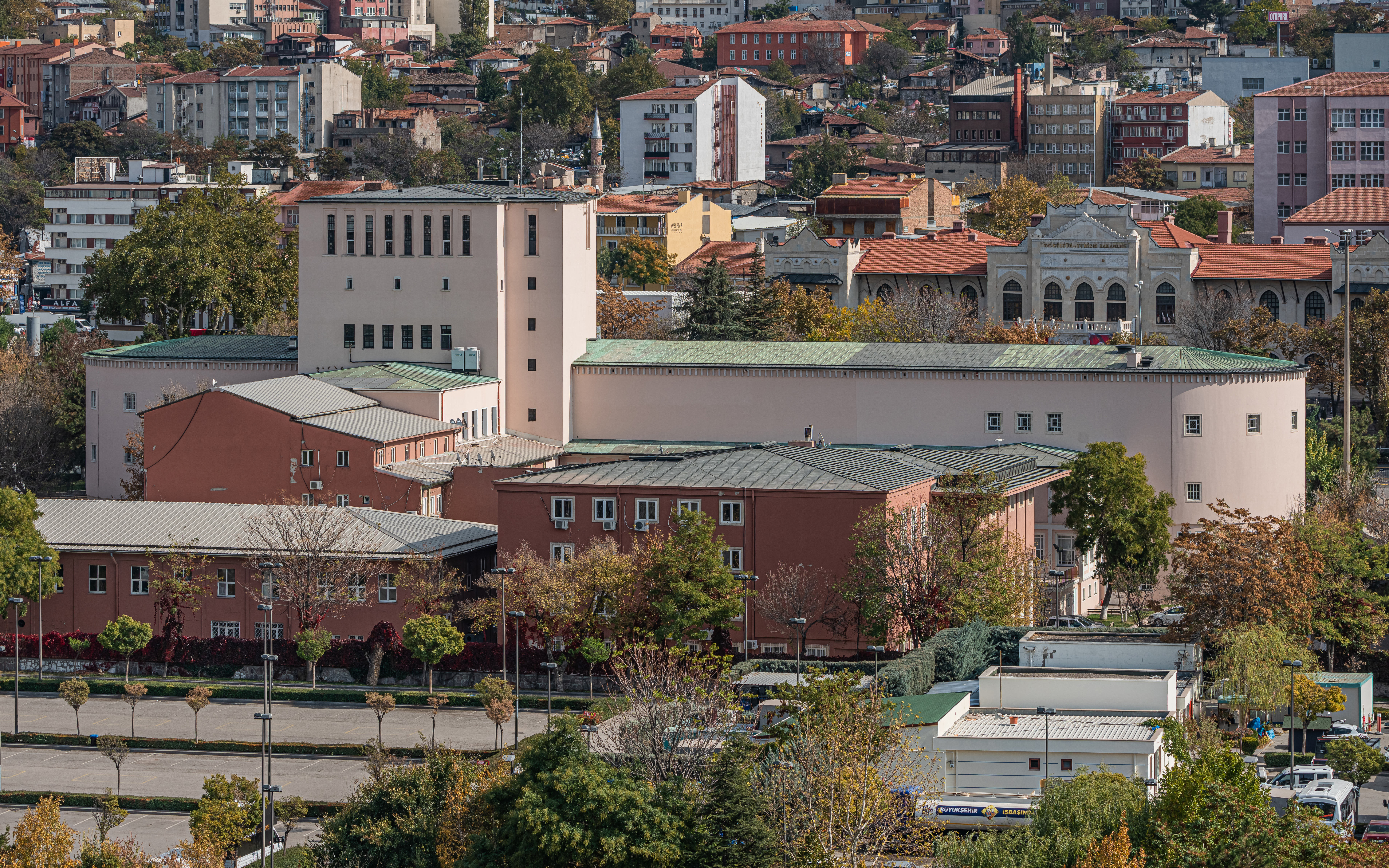
Турецької державної опери та балету (1933)

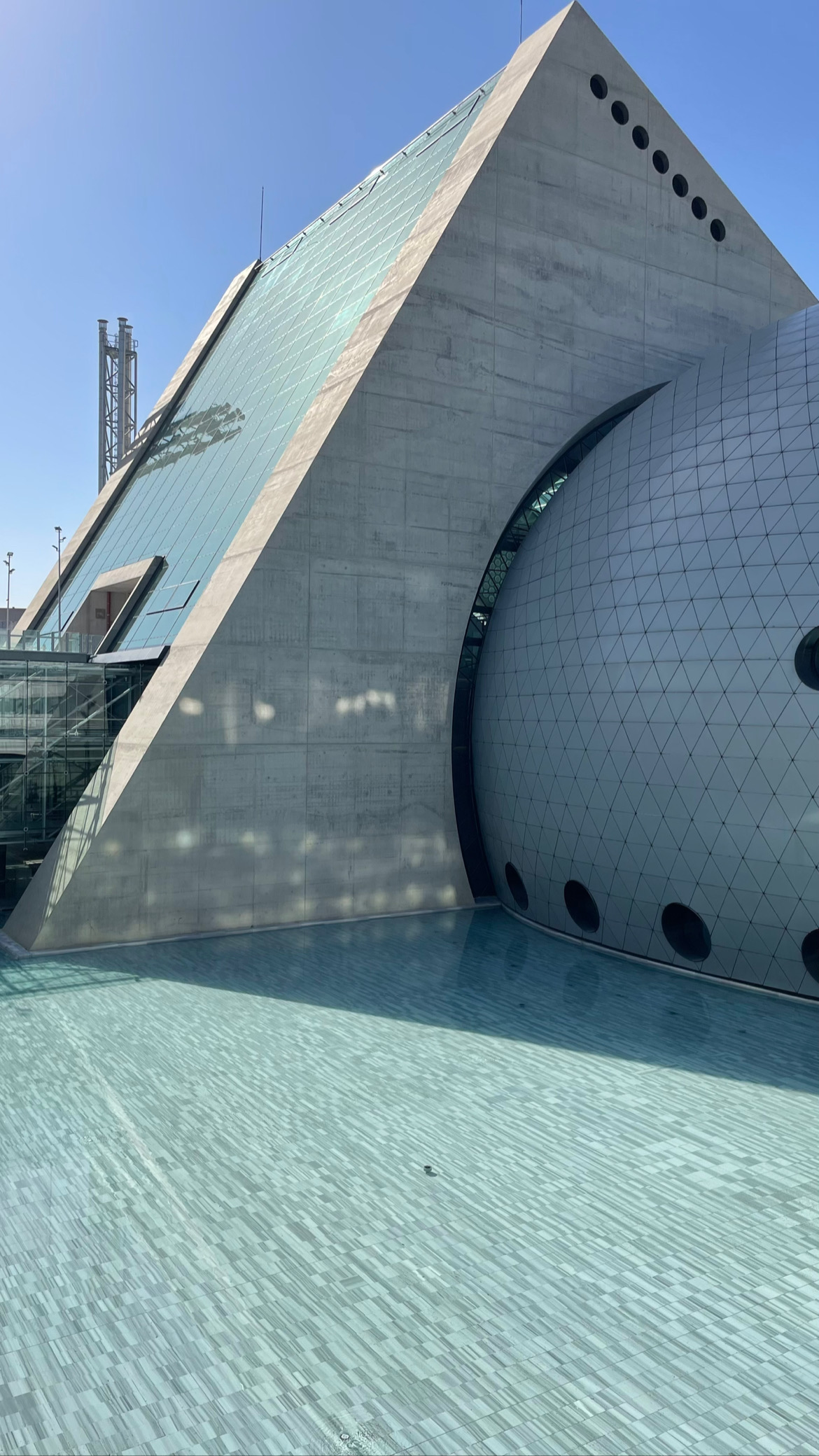
serves as the Presidential Symphony Orchestra Concert Hall.

Турецька державна опера та балет, Національна дирекція оперних і балетних труп Туреччини, має свою штаб-квартиру в Анкарі та обслуговує місто трьома майданчиками:
- Анкарський оперний театр(інші мови) (тур. Opera Sahnesi або тур. Büyük Tiyatro) — найбільший з трьох театрів опери та балету в Анкарі.

#### Музика
В Анкарі працюють п'ять оркестрів класичної музики:
- Президентський симфонічний оркестр
- Бількентський симфонічний оркестр(інші мови) (BSO) — головний симфонічний оркестр Туреччини.
- Симфонічний оркестр Хаджеттепе(інші мови), заснований у 2003 році під керівництвом Ерола Ердінча(інші мови).
- Столичний камерний оркестр (тур. Başkent Oda Orkestrası)[47]

У місті чотири концертних зали:
- CSO Ada Ankara(інші мови)
- Білкентський концертний зал(інші мови) — центр виконавського мистецтва в Анкарі. Розташований у кампусі Білкентського університету(інші мови).
- MEB Şura Salonu(інші мови) (також відомий як Фестивальний зал), відомий своїми виступами танго.
- Концертний зал Центр сучасного мистецтва Чанкая заснований в 1994 році.

Місто приймало кілька відомих щорічних театральних, музичних і кінофестивалів:
- Анкарський міжнародний музичний фестиваль(інші мови), музичний фестиваль, організований у турецькій столиці, на якому представлені програми класичної музики та балету.

В Анкарі також є низка концертних майданчиків, таких як Ескієні, «IF Performance Hall», «Jolly Joker», «Kite», «Nefes Bar» і «Route», де проводяться живі виступи та заходи популярних музикантів.

#### Театр
Головне управління з державних театрів також має головний офіс в Анкарі, і в місті працюють такі сцени:
- 125th Anniversary Çayyolu Stage[en],
- Державний театр Анкари[tr],
- Театр Кючук(інші мови),
- Сцена Шинасі(інші мови),
- Театр Алтиндаг(інші мови),
- Ірфан-Шахінбаш,
- Театр Ода(інші мови),
- Сцена Махір-Джанова[en],
- Сцена Мухсін Ертугрул(інші мови).

Крім того, місто обслуговується кількома приватними театральними компаніями, серед яких Художній театр Анкари , яка має власну сцену в центрі міста.

### Музеї
У місті близько 50 музеїв. Деякі видатні:

#### Музей анатолійських цивілізацій
Музей анатолійських цивілізацій розташований біля входу в замок Анкари. Це старий бедестен XV століття (критий базар), який відреставровано і тепер містить колекцію творів епохи палеоліту, неоліту, хатті, хетів, фригійців, урартів і римлян, а також великий розділ, присвячений лідійським скарбам.

#### Аниткабір

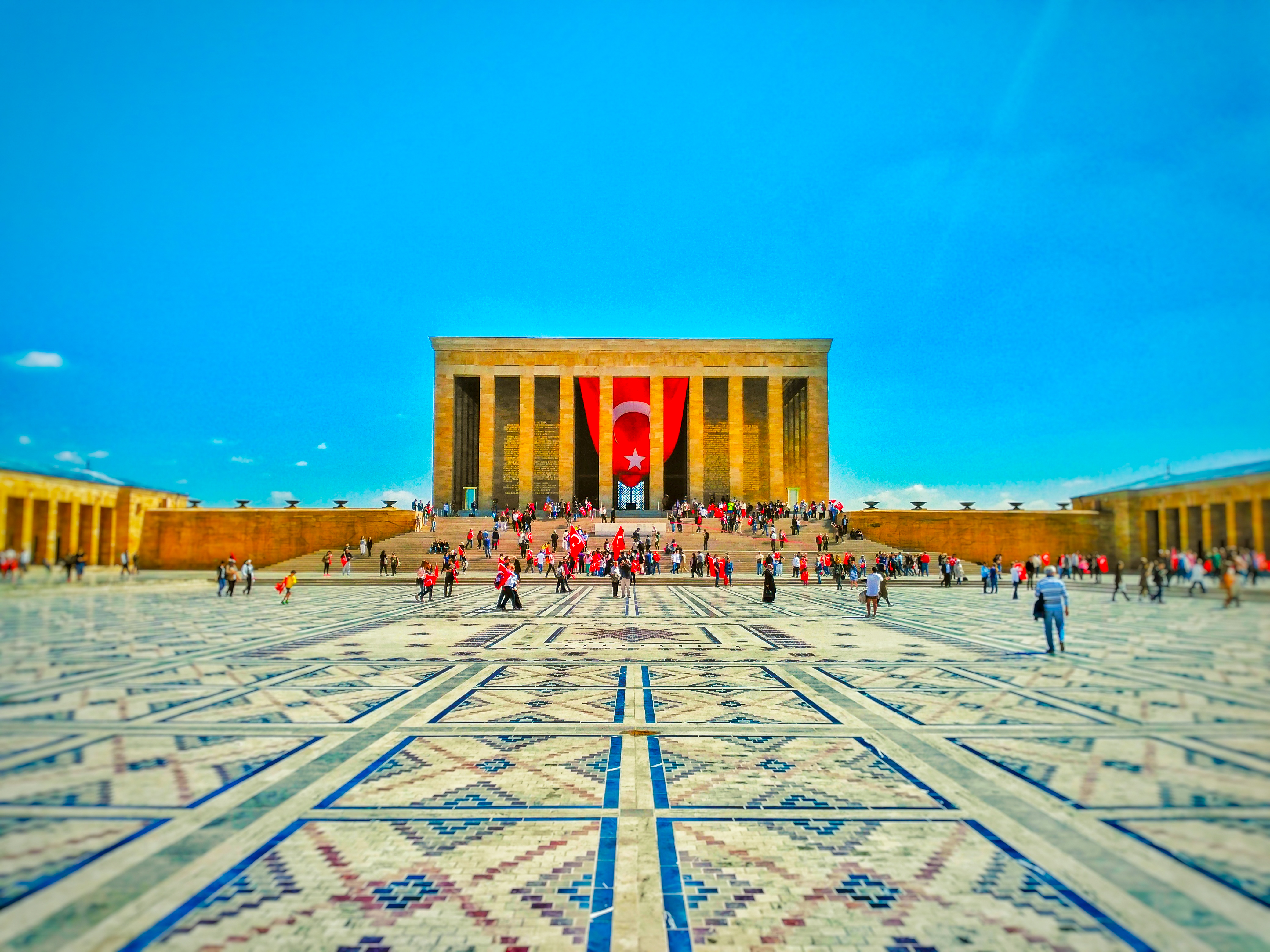
Аниткабір — мавзолей Мустафи Кемаля Ататюрка, засновника Турецької Республіки.

Аниткабір розташований на величному пагорбі, який утворює квартал Аниттепе міста, де стоїть мавзолей Мустафи Кемаля Ататюрка, засновника Турецької Республіки. Завершений в 1953 році, є злиттям старовинних і сучасних архітектурних стилів. У сусідньому музеї розміщено воскову статую Ататюрка, його твори, листи та особисті речі, а також виставку фотографій, що фіксують важливі моменти його життя та під час встановлення Республіки. Аниткабір відкритий щодня, а сусідній музей відкритий щодня, крім понеділка.

#### Анкарський музей авіації
Анкарський музей авіації розташований біля Стамбульської дороги в Етімесгут.
Музей відкрився для публіки у вересні 1998 року. Тут розміщені різні ракети, авіоніка, авіаційні матеріали та літаки, які служили в турецьких ВПС (наприклад, бойові літаки, такі як F-86 Sabre, F-100 Super Saber, Convair F-102 Delta Dagger, F-104 Starfighter, F-5 Freedom Fighter, F-4 Phantom II; і вантажні літаки, такі як Transall C-160.) Також у музеї представлені угорський МіГ-21, пакистанський МіГ-19 і болгарський МіГ-17.

#### Cer Modern
Cer Modern — музей сучасного мистецтва в Анкарі, урочисто відкритий 1 квітня 2010 року. Розташований у відреставрованій будівлі історичного TCDD Cer Atölyeleri, колишньої майстерні Турецьких державних залізниць. У складі музею найбільший виставковий зал Туреччини. Музей проводить періодичні виставки сучасного та сучасного мистецтва, а також проводить інші заходи сучасного мистецтва.

#### Анкарський етнографічний музей

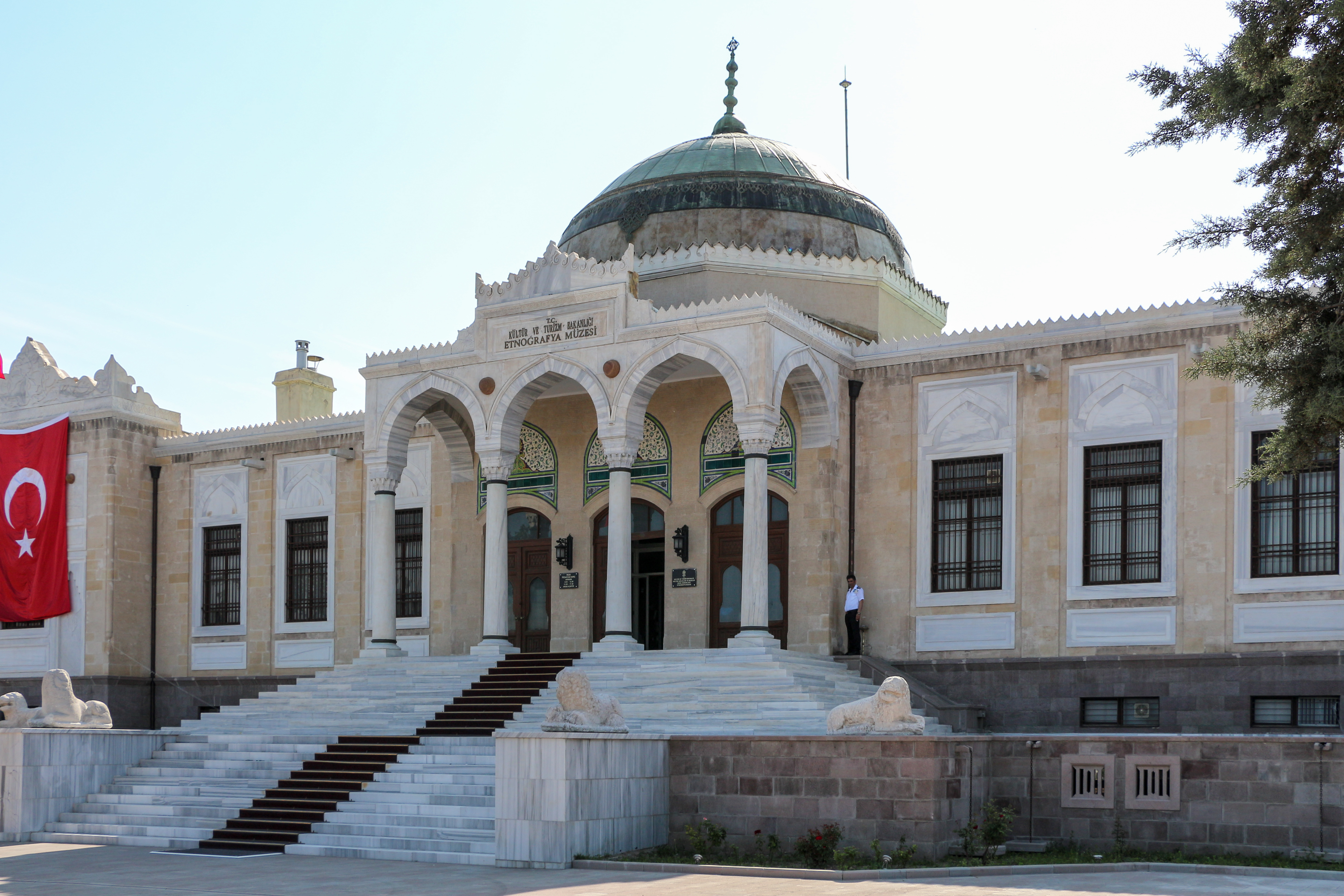
Етнографічний музей Анкари

Етнографічний музей Анкари розташований навпроти Анкарського оперного театру на бульварі Талат Паша, в районі Улус. Тут є чудова колекція фольклорних предметів, а також артефакти сельджуцького та османського періодів. Перед будівлею музею є мармурова та бронзова кінна статуя Мустафи Кемаля Ататюрка (у військовій формі епохи Республіки, у званні фельдмаршала), яку створив у 1927 році італійський скульптор П'єтро Каноніка.

#### Бібліотека літературного музею Мехмета Акіфа
Літературний музей-бібліотека Мехмета Акіфа Ерсоя — важливий літературний музей і архів, відкритий у 2011 році та присвячений Мехмету Акіфу Ерсою (1873—1936), поету національного гімну Туреччини.

#### Науково-технічний музей БСТУ/Археологічний музей
Науково-технічний музей БСТУ і Археологічний музей БСТУ розташовані в кампусі Близькосхідного технічного університету.

#### Музей Республіки та війни за незалежність

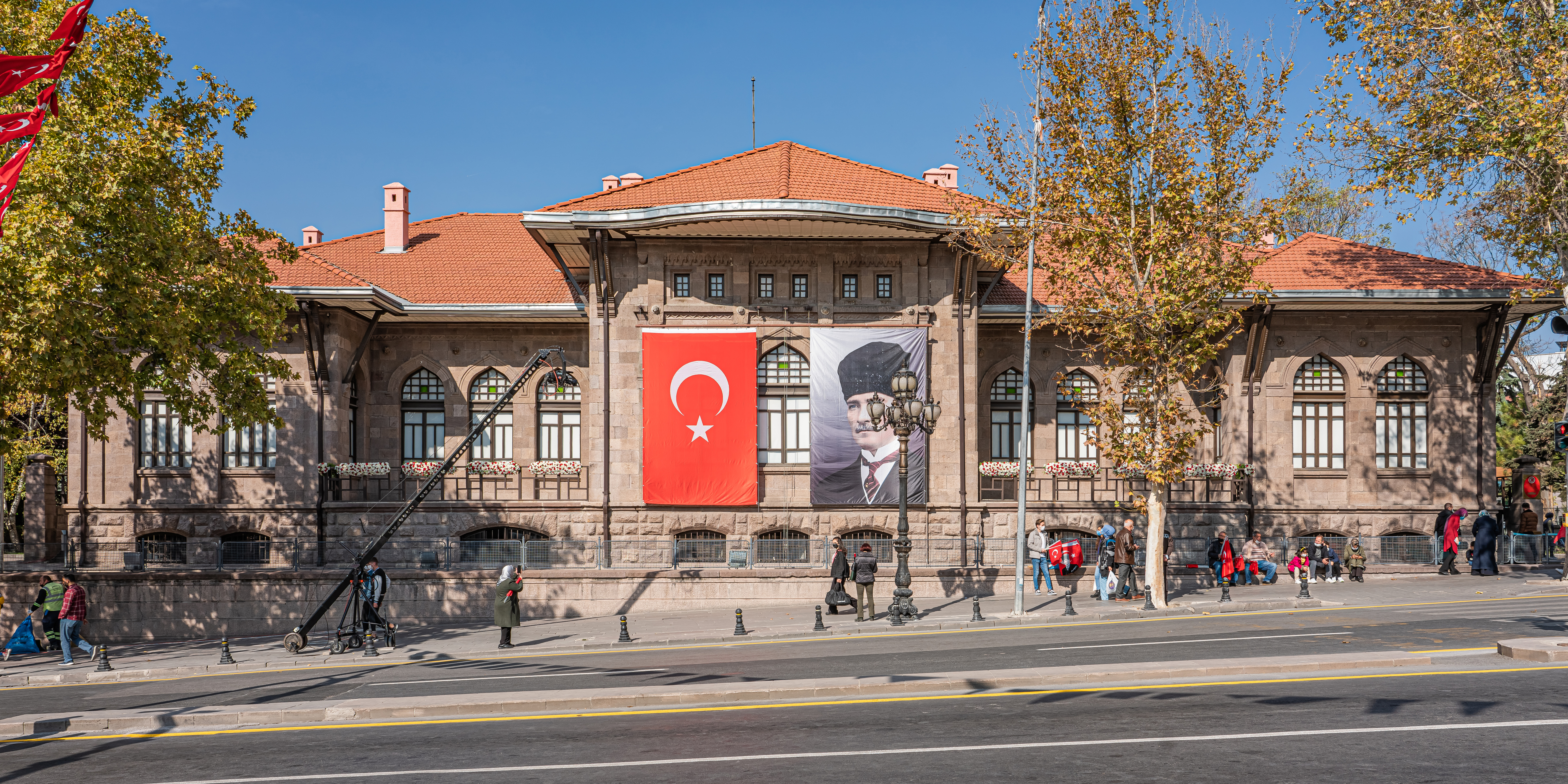
, який використовувався як перша будівля Великих національних зборів Туреччини

І Республіканський музей, і Музей війни за незалежність розташовані на площі Улус. Спочатку вони були першою та другою будівлею парламенту (TBMM) Турецької Республіки відповідно. Війна за незалежність планувалась та керувалась звідси, як зафіксовано на різних фотографіях та предметах, які зараз представлені на виставці. В іншій експозиції представлені воскові фігури колишніх президентів Турецької Республіки.

#### Державний музей живопису та скульптури Анкари

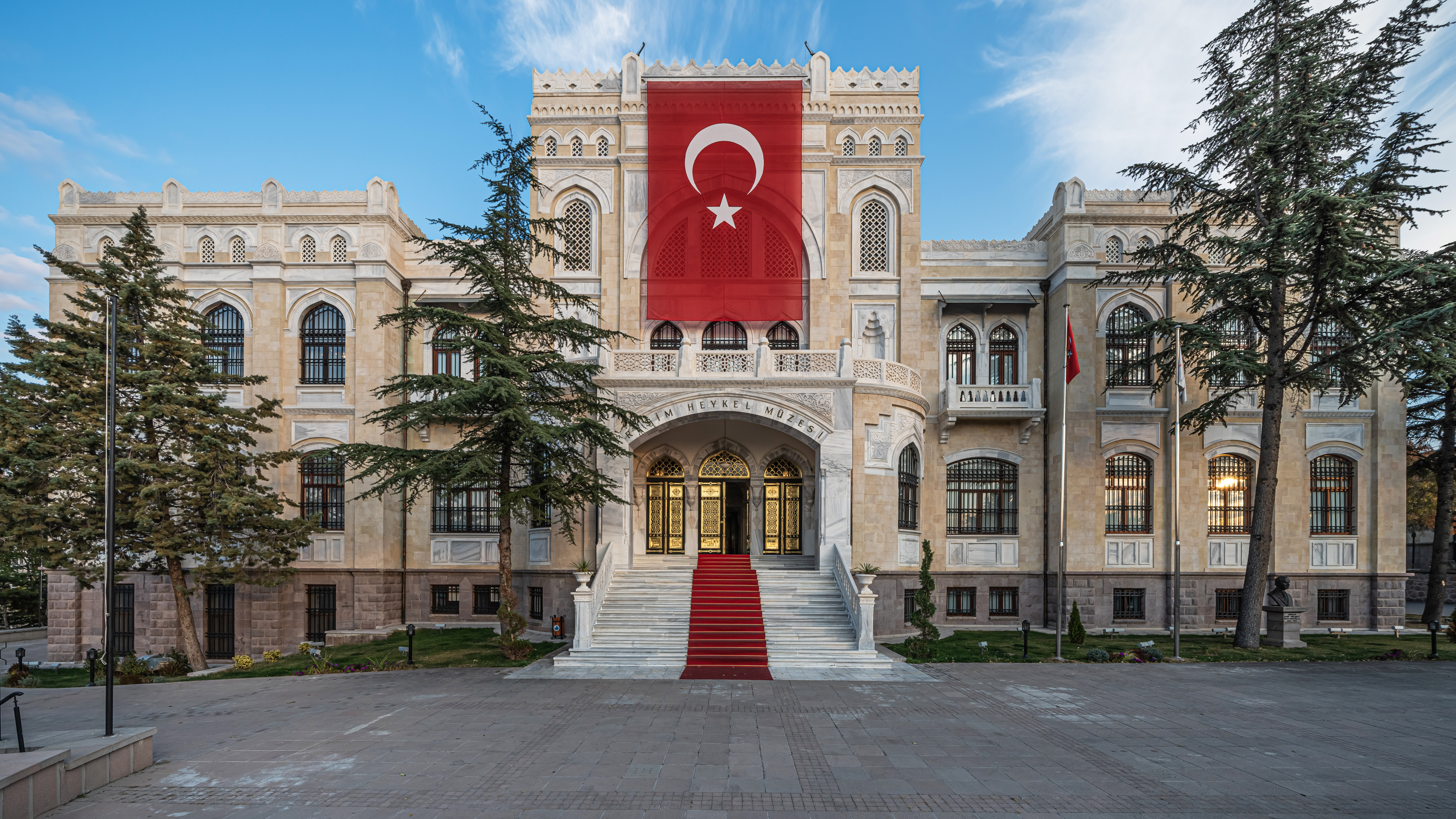
Державний музей живопису та скульптури Анкари

Державний музей живопису та скульптури Анкари, відкрито для відвідувачів в 1980 році, знаходиться неподалік від Етнографічного музею та містить багату колекцію турецького мистецтва з кінця XIX століття до наших днів. Є також галереї, де проводяться гостьові виставки.

#### Музей паровозів просто неба TCDD
Музей паровозів просто неба TCDD — музей просто неба, який простежує історію паровозів.

### Спорт

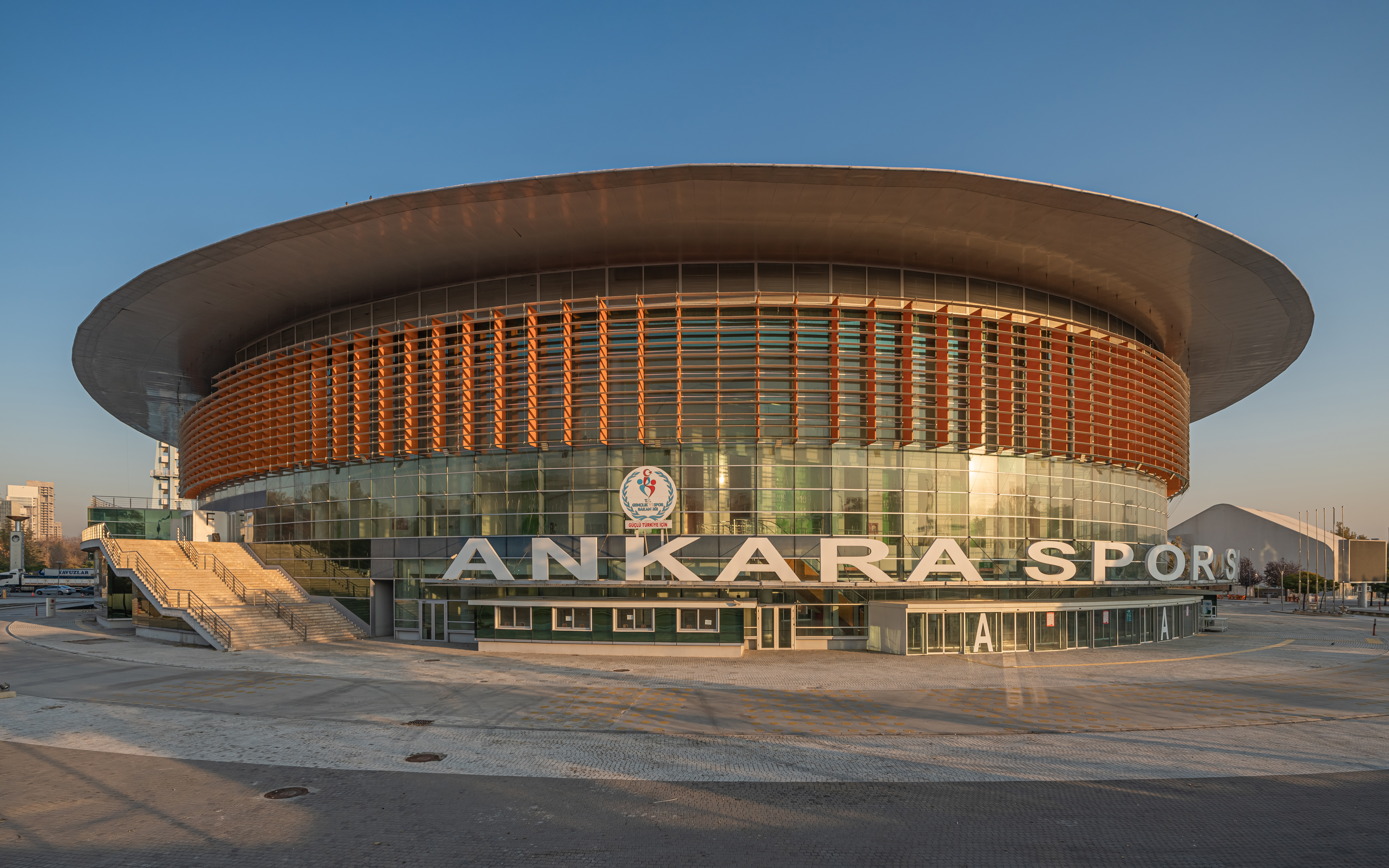
Анкара-Арена

Як і в інших містах Туреччини, футбол в Анкарі є найпопулярнішим видом спорту. На середину 2020-х у місті є три футбольні клуби, які змагаються у другому дивізіоні Першій лізі TFF: Анкарагюджю, Генчлербірлігі та Кечіоренгюджю. Анкарагюджю, засновано в 1910 році, є найстарішим клубом в Анкарі та пов'язаний з анкарською компанією з виробництва військового арсеналу MKE.
Вони були володарями Кубка Туреччини в 1972 і 1981 роках. Генчлербірлігі, засновано в 1923 році. Вони були володарями Кубка Туреччини в 1987 і 2001 роках. Кечіоренгюджю засновано в 1987 році. Анкараспор також грав у Вищій лізі до 2010 року. На середину 2020-х «Анкараспор» грає у Другій лізі TFF на «Стадіоні Ататюрка муніципалітету Етімесгут». Команда Хаджеттепе грала у Вищій лізі до 2023 року. Анкара Демірспор і Етімесгут Беледієспор також грають у Другій лізі TFF. В Анкарі є велика кількість другорядних команд, які грають на регіональних рівнях, зокрема «Чанкая ФК», «Алтиндагспор», «Мамак ФК», «Чубукспор» і «Баглумспор».
У турецькій баскетбольній Суперлізі Анкару представляє Тюрк Телеком, який грає на Анкара-Арені. ТЕД Анкара Колежлілер, MKE Анкарагюджю та ОГМ Орманспор грають у першій лізі Туреччини другого рівня. Тюрк Телеком став четвертою командою в історії країни, яка брала участь у фіналі Кубка Європи (22-23).
Халкбанк Анкара є провідною національною командою чоловічого волейболу, вигравши багато чемпіонатів і кубків Турецької чоловічої волейбольної ліги та навіть Кубок ЄКВ у 2013 році.

## Населення
- 1990 — 2 559 500
- 2003 — 3 582 000
- 2007 — 3 901 000
- 2015 — 4 587 558

## Міста-побратими
| Африка - Ефіопія, Аддис-Абеба (2006) - Єгипет, Каїр (2004) - Судан, Хартум (1992) - Сомалі, Могадішу (2000) Азія - Туркменістан, Ашгабад (1994) - Казахстан, Астана (2001) - КНР, Пекін (1990) - Киргизстан, Бішкек (1992) - Таджикистан, Душанбе (2002) - В'єтнам, Ханой (1998) - Пакистан, Ісламабад (1982) - Афганістан, Кабул (2003) - Малайзія, Куала Лумпур (1984) - Кувейт, Кувейт (1994) - Багамські Острови, Манама (2000) - Ємен, Сана (2006) - Південна Корея, Сеул (1971) - Узбекистан, Ташкент (2004) - Монголія, Улан-Батор (2003) | Європа - Румунія, Бухарест (1998) - Угорщина, Будапешт (1992) - Молдова, Кишинів (2001) - Росія, Казань (2005) - Україна, Київ (1993) - Білорусь, Мінськ (2007) - Росія, Москва (1992) - Косово, Приштина (2005) - Боснія і Герцеговина, Сараєво (1994) - Північна Македонія, Скоп'є (1995) - Болгарія, Софія (1992) - Грузія, Тбілісі (1996) - Албанія, Тирана (1995) - Росія, Уфа (1997) Америка - Чилі, Сантьяго (2000) |